# Carlos Menem
Carlos Saúl Menem (Anillaco, La Rioja, 2 de julio de 1930-Buenos Aires, 14 de febrero de 2021) fue un abogado y político argentino, presidente de la Nación Argentina entre 1989 y 1999 y gobernador de la provincia de La Rioja en los períodos 1973-1976 y 1983-1989. Desde 2005 hasta su muerte en 2021 fue senador nacional, en representación de la provincia de La Rioja. 
La última dictadura argentina lo mantuvo preso sin juicio durante un año y ocho meses. Asumió como presidente el 8 de julio de 1989 sucediendo a Raúl Alfonsín, tras vencer en las elecciones presidenciales de 1989. Menem ocupó el cargo hasta el 10 de diciembre de 1999, siendo la persona que más tiempo ha detentado la jefatura de Estado constitucional argentina en modo continuo, por 10 años, 5 meses y 2 días. Al período histórico que englobó su presidencia a menudo se le denomina «menemismo» (término también utilizado para referirse al movimiento ideológico en torno a su figura).
Durante su primer mandato asume el cargo en medio de un proceso hiperinflacionario. La administración de Menem implementó políticas económicas como las privatizaciones masivas y un régimen monetario de convertibilidad con el dólar, diseñado por el ministro de economía Domingo Cavallo. 
Económicamente, sus políticas redujeron la inflación a mínimos históricos cercanos a cero, el PBI per cápita pasó (a precios en dólares constantes del 2010) de 8473 dólares en 1989 a 10 880 dólares en 1999, la deuda externa pasó de 65 000 millones de dólares a 151 000 millones, y se redujo a la mitad la producción industrial (de 42 % al 26 % del PBI). Socialmente, las políticas del gobierno de Menem introdujeron la desocupación masiva (dos dígitos), fenómeno que el país no conocía, lo que llevó a un crecimiento exponencial de la criminalidad, que pasó de 560 000 delitos en 1990 a poco más de 1 millón en 1999. El empleo no registrado aumentó de 32 % a 37,6 %, y se generó un amplio sector de personas excluidas del mercado de trabajo, que a su vez llevó a la aparición del llamado movimiento piquetero.
Internacionalmente, Menem dispuso entrar en guerra con Irak en la guerra del Golfo, sin autorización del Congreso, y envió clandestinamente armas a Croacia y Bosnia en las guerras yugoslavas. Durante sus gobiernos sucedieron los atentados terroristas de origen extranjero contra la embajada de Israel en Argentina y la AMIA, así como la voladura intencional de la fábrica de armamentos de Río Tercero, que causaron decenas de muertos y centenas de heridos.
Políticamente, Menem sorprendió a propios y ajenos, haciendo una alianza con fuerzas y sectores antiperonistas, como la Unión del Centro Democrático y el liberalismo de derecha. Luego de ser elegido presidente, realizó un cambio radical en sus posturas ideológicas y simbólicas, que le permitió gozar de un amplio apoyo en los sectores de clase alta, que inicialmente lo rechazaban de plano. Las posturas de Menem llevaron a una fractura del Partido Justicialista, y por primera vez en la historia argentina el principal competidor contra Menem en las elecciones de 1995 fue otro peronista, José Octavio Bordón. Enfrentó el último intento de golpe de Estado militar de la historia argentina, logrando derrotar a las fuerzas sublevadas.
La independencia del Poder Judicial fue muy cuestionada, debido a que designó a cinco de los nueve magistrados de la Corte Suprema de Justicia, que si bien fueron legalmente nombrados, funcionaron de hecho como una «mayoría automática» a favor del gobierno. También se destaca en su primer mandato la amplia reforma constitucional argentina de 1994, realizada sobre la base de un acuerdo programático entre los dos grandes partidos políticos argentinos, que permitió dotar al país de una Constitución aceptada por todas las fuerzas políticas, algo que no sucedía desde el año 1956.
La reforma habilitó a Menem para presentarse a la reelección para un segundo mandato acortado, venciendo por amplio margen en las elecciones de 1995. El segundo mandato de Menem se caracterizó por el inicio de una recesión económica, mientras que durante su presidencia tomaron lugar diversas polémicas y numerosos escándalos de corrupción que salpicaron al gobierno, resultando incluso condenado por peculado. Menem fue condenado por el pago de sobresueldos a funcionarios de su gobierno y por la venta del predio de la Sociedad Rural.  
Menem fue sucedido en el año 1999 por el radical Fernando de la Rúa, luego de que el peronismo perdiera las elecciones presidenciales. De la Rúa preservó el régimen de convertibilidad, al igual que Menem, y a Cavallo como ministro de Economía.
En 2001 estalló el régimen de convertibilidad a causa del déficit fiscal, llevando a la renuncia del gobierno de De la Rúa y a una crisis económica y social, considerada la más grave de la historia argentina. Menem buscó nuevamente la presidencia en las elecciones de 2003, en las cuales el Partido Justicialista se dividió y otros dos candidatos (Néstor Kirchner y Adolfo Rodríguez Saá) se presentaron bajo el sello del peronismo. Si bien Menem fue el candidato más votado con el 24,45 % de las preferencias, dos puntos por encima de Kirchner, fracasó en lograr la mayoría requerida para ser elegido en primera vuelta, organizándose una segunda vuelta entre Menem y Kirchner. Con las encuestas vaticinándole una derrota electoral aplastante, Menem no se presentó al balotaje, resultando así electo Kirchner.
Posteriormente, Menem se mantuvo activo en la política como opositor al kirchnerismo dentro del PJ, resultando electo senador nacional de la mayoría por La Rioja en las elecciones de 2005, siendo reelegido en 2011. En 2007 contendió por la gobernación riojana por última vez, apoyado por el partido Lealtad y Dignidad, ubicándose en el tercer puesto, detrás de otros dos candidatos justicialistas.

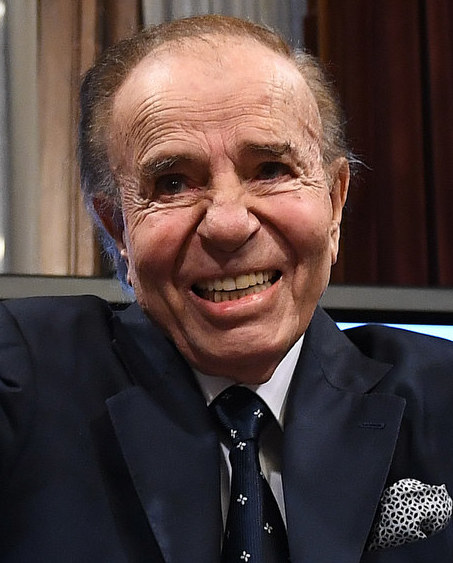
Menem en el Senado de la Nación en 2018.

Durante la presidencia de Mauricio Macri, en las elecciones de 2017, buscó su segunda reelección como senador y logró acceder a la banca por la minoría, integrándose al interbloque «Argentina Federal», liderado por Miguel Ángel Pichetto y enfrentado al kirchnerismo. A finales de 2019, se acercó al gobierno de Mauricio Macri, pero luego anunció su adhesión a la coalición Frente de Todos, que llevó como fórmula presidencial a Alberto Fernández-Cristina Fernández de Kirchner. Tras la victoria electoral, Menem se unió al bloque oficialista del Frente de Todos en el Senado en un contexto de unificación política del peronismo.
Fue procesado por varias causas de corrupción entre ellas el caso por venta de armas a Ecuador, Croacia y Bosnia que incluyó la voladura intencional de la fábrica de armas de Río Tercero en 1995, suceso que causó la muerte de 13 personas y lesiones a más de 300, destruyendo parte de la ciudad, por la cual terminó preso en el año 2001, y el encubrimiento del atentado terrorista a la AMIA de 1994, que asesinó a 85 personas y lesionó a más de 300, causa en la que fue declarado inocente, resultando condenados altos funcionarios de su gobierno.
Falleció el 14 de febrero de 2021 a los 90 años. El funeral se llevó a cabo en el Salón Azul del Congreso Nacional el mismo día de su deceso.

## Primeros años
Carlos Menem nació en la pequeña localidad de Anillaco, provincia de La Rioja, Argentina, el 2 de julio de 1930. Sus padres, Saúl Menehem (1898-1975) y Mohibe Akil (1907-1977), eran ambos inmigrantes sirios nacidos en Yabrud y practicantes de la religión musulmana suní, y habían emigrado a la Argentina en la década de 1910. El apellido de su padre, «Menehem», fue castellanizado como «Menem» por las autoridades migratorias cuando arribó al país. Su padre era propietario de una bodega y de un comercio en Anillaco, los cuales se encuentran listados en la Guía Assalam del Comercio Sirio-libanés de 1927-1928.  Menem cursó sus estudios primarios y secundarios en su provincia natal, en colegios públicos. Practicó la religión islámica hasta que en noviembre de 1983 se convirtió al catolicismo, siendo bautizado por el rector de la catedral de La Rioja, presbítero Esteban Inestal.

## Educación y carrera política temprana
Estudia abogacía en la Facultad de Derecho de la Universidad Nacional de Córdoba entre 1949 y 1955. En 1951, durante un viaje a la Capital Federal del equipo universitario de baloncesto en el que jugaba, Menem conoció al presidente Juan Domingo Perón y a su esposa, Eva Duarte, comenzando su militancia política en el movimiento peronista. Se recibió como abogado en 1955, dos meses antes del golpe de Estado que derrocó al gobierno de Perón y proscribió al peronismo de la vida política argentina. Durante la dictadura militar subsiguiente, Menem fue detenido en 1956, acusado de participar en una conspiración peronista para derrocar al gobierno.
Tras su liberación, en 1957, fundó en la clandestinidad la Juventud Peronista de La Rioja, y contribuyó con asistencia legal a la Confederación General del Trabajo (CGT). En las elecciones provinciales de 1962 fue candidato a diputado provincial de La Rioja por el Departamento Castro Barros. Dada la proscripción del Partido Justicialista, Menem se presentó bajo la lista del partido Unión Popular (UP). Si bien resultó elegido diputado, el golpe de Estado que tuvo lugar diez días después de los comicios le impidió asumir. 
En 1963 fue elegido presidente del Partido Justicialista de La Rioja. Fue candidato a gobernador de La Rioja en 1963 bajo el sello de la UP. Sin embargo, la inhabilitación del peronismo llevó a Perón a proclamar la abstención y llamar al voto en blanco, ordenando a los peronistas no presentarse bajo otras siglas partidarias. Menem cumplió la orden de Perón y retiró su candidatura. En 1964 visitó a Perón en su exilio en España. Ese mismo año viajó a Siria, país natal de sus padres, donde conoció a Zulema Fátima Yoma, musulmana también oriunda de La Rioja, con quien se casaría.
El 17 de noviembre de 1972, Menem fue pasajero en el vuelo que trasladó a Perón de regreso desde España a la Argentina.

## Primera gobernación de La Rioja: 1973-1976

### Llegada al poder
Con la legalización del peronismo en 1972 y el llamado a elecciones libres, Menem retornó a la actividad política definitivamente. Su popularidad dentro de La Rioja y relaciones dentro de la Juventud Peronista nacional lo llevaron a encabezar el Partido Justicialista riojano como candidato a gobernador a la relativamente joven edad de cuarenta y tres años. A nivel nacional se había configurado el Frente Justicialista de Liberación (FREJULI), que sostenía a nivel nacional la candidatura presidencial de Héctor José Cámpora, debido a que la junta militar gobernante impidió la candidatura del propio Perón e instauró un sistema de segunda vuelta electoral o balotaje para las elecciones de presidente, gobernadores y senadores, en caso de que ninguna fórmula lograrse la mayoría absoluta de votos en primera instancia. Sin embargo, dicho frente no había llegado a consolidarse a nivel provincial, por lo que Menem concurrió en solitario.
El compañero de fórmula de Menem y candidato a vicegobernador fue Libardo Sánchez, oriundo del Departamento Chilecito y peronista ortodoxo visto como un opositor interno a Menem. Sectores de la Juventud Peronista buscaron imponer la candidatura a vicegobernador del sindicalista combativo Ramón Torres, sin éxito. Sin embargo, se les concedió el primer lugar en la lista para diputados nacionales por el distrito riojano, recayendo la candidatura en la persona de Juana Romero, que fue una de las únicas diecisiete mujeres representantes en el Congreso Nacional durante el período subsiguiente. Debido a esto, la JP dio apoyo a la candidatura de Menem a pesar de no encontrarse representada en la fórmula ejecutiva.
Menem realizó una campaña personalista, y los medios de comunicación establecieron comparaciones entre él y el caudillo Facundo Quiroga (1788-1835), que había liderado La Rioja durante las guerras civiles argentinas, principalmente debido a su apariencia física, con largas patillas (que serían su marca personal más destacada). En las elecciones provinciales de La Rioja del 11 de marzo de 1973 y a pesar de concurrir con la desventaja de no haberse conformado el FREJULI en el ámbito provincial, la fórmula Menem-Sánchez resultó elegida por abrumador margen al obtener el 57,49 % de los votos contra el 29,06 % obtenido por el binomio de la Unión Cívica Radical (UCR). La coalición justicialista obtuvo además 20 de los 25 escaños de la Legislatura Provincial. Menem fue el gobernador más joven de los veintidós elegidos ese año y uno de los únicos siete cuya elección se definió en primera vuelta, sin necesidad de concurrir a un desempate.
Asumió la gobernación de La Rioja el 25 de mayo de 1973, en simultáneo con las autoridades nacionales, de manos del interventor de facto Julio Luchesi. Sin embargo, se encargó de organizar una masiva celebración de asunción diferenciada el 9 de junio, un par de semanas más tarde, en conmemoración con el decimoséptimo aniversario del levantamiento de 1956 encabezado por Juan José Valle con el objetivo de derrocar a la dictadura de la Revolución Libertadora. El acto tuvo lugar en San Antonio, localidad natal de Facundo Quiroga, de poco más de doscientos habitantes, y fue sumamente concurrido, destacando la presencia del obispo Enrique Angelelli y el vicepresidente de la Nación Vicente Solano Lima. Durante su discurso enfatizó la lealtad peronista del presidente Cámpora, denunció que el régimen militar le estaba dejando una economía quebrada y realizó varias promesas sociales. Después de su presidencia, el término «Lealtad» dentro del peronismo sería fuertemente asociado con Menem, en parte debido a la lista con la que ganaría posteriormente la conducción del PJ riojano (Lealtad y Unidad), la coalición con la que disputó la presidencia por última vez (Frente por la Lealtad), y el partido provincial que lideraría (Lealtad y Dignidad).

### Resumen de gobierno
Al momento de asumir Menem la gobernación, La Rioja era considerada una de las provincias más pobres y atrasadas de la Argentina, así como el tercer distrito menos poblado, de acuerdo con el censo de 1970, con 136 237 habitantes (solo por delante de Santa Cruz y el entonces Territorio Nacional de Tierra del Fuego). Durante su discurso en el acto de San Antonio, Menem denunció que le habían entregado una provincia «quebrada» con una muy mala situación económica, y se comprometió a emprender una reforma agraria y una socialización de la economía. Los primeros días de mandato de Menem estuvieron marcados por una controversia luego de que enviara un proyecto de ley a la Legislatura Provincial con el objetivo de cumplir su promesa de campaña de expropiar el latifundio Azzallini, ubicado en el poblado de Aminga, para transferirlo a la Cooperativa de Trabajo CODETRAL (Cooperativa de Trabajadores de Aminga Ltda.). La medida, apoyada por el obispo Angelelli como una larga reivindicación de dicho poblado, se vio obstaculizada por la negativa de algunos legisladores del bloque oficialista, con numerosos focos de violencia entre partidarios y detractores de la expropiación entre el 13 de junio y el 29 de julio de ese año. Finalmente fue expropiado con éxito, mientras un sector de la bancada justicialista se unió a la bancada radical y aprobó un proyecto de ley diferenciado, que no otorgaba la concesión del terreno a la cooperativa, siendo este proyecto refrendado por Menem a fines de agosto.
Menem decidió retomar el plan de gobierno de Guillermo Iribarren, interventor federal de facto que gobernó desde 1967 hasta su muerte en 1971 (su hermano, Eduardo Menem, que ejerció como ministro de dicho gobierno, ocupó la jefatura de gobierno riojana brevemente hasta la designación de un nuevo interventor). Iribarren fue el primer titular del poder ejecutivo riojano en gobernar la provincia con una planificación: el Plan de Acción Inmediata. El mismo establecía, entre otras disposiciones: la disminución parcial del empleo público, exenciones impositivas, blanqueo de capitales exclusivamente para La Rioja, exención impositiva del 100 % para la minería, solución al problema de la tierra, al problema del agua, un Plan de Salud Pública y la generación de puestos de trabajo. Dicho plan, considerado como detonante de un «milagro riojano», sería la base para la obra de gobierno menemista. La primera gestión de Menem como gobernador de La Rioja fue sumamente popular, facilitando su permanencia al mando del peronismo local por décadas. Sin embargo, una diferencia fundamental con el plan de Iribarren fue el considerable crecimiento del empleo público visto desde la llegada de Menem a la gobernación en adelante[cita requerida], convirtiéndose en la segunda provincia con mayor porcentaje de población dependiente del Estado, después de Formosa.
Dentro de la política nacional, mostró una inclinación inicial hacia la denominada tendencia revolucionaria del peronismo (abreviado como la Tendencia), una corriente ligada a la izquierda política del movimiento justicialista que se encontraba abiertamente enfrentada con el denominado sector ortodoxo, encarnado en la mayoría de los sindicatos peronistas. Sin embargo, a partir de finales de ese año, luego del retorno al poder por abrumador margen de Perón y el viraje político contrario al sector izquierdista por parte de su gobierno (sobre todo después de su muerte y la llegada de su esposa, María Estela Martínez de Perón, apodada Isabel, a la presidencia) Menem abandonó rápidamente su anterior acercamiento. Los demás gobernadores ligados a la Tendencia: el bonaerense Oscar Bidegain, el cordobés Ricardo Obregón Cano, el mendocino Alberto Martínez Baca, el formoseño Antenor Gauna, el salteño Miguel Ragone y el santacruceño Jorge Cepernic fueron o bien forzados a renunciar o sufrieron la intervención federal a su gobierno a finales de 1973 y luego a lo largo del año 1974. Su distanciamiento con la izquierda llegó a un punto cúlmine cuando el 9 de agosto de 1975 proclamó públicamente su intención de que Isabel buscara la reelección en 1977.
Con posterioridad a su gobierno, existen serios cuestionamientos dentro del peronismo sobre su relación con Perón, así como con su esposa Isabel, que fue la primera presidenta argentina oriunda de La Rioja, habiendo numerosa evidencia de que su relación no fue realmente buena con ninguno de los dos. De acuerdo con algunas fuentes, Perón se habría referido a Menem como «payaso» o «mamarracho» después de una reunión de gobernadores justicialistas.

### Golpe de Estado y deposición
Al igual que todas las autoridades electas en 1973, Menem no pudo concluir su mandato debido al golpe de Estado del 24 de marzo de 1976 que desalojó nuevamente al justicialismo del poder, disolvió todas las autoridades legislativas e intervino todos los distritos que aún no habían sido intervenidos para entonces. De acuerdo con el historiador riojano Roberto Rojo, un grupo de militares, entre los cuales se encontraba quien posteriormente sería jefe del Ejército César Milani, ingresó a la casa de gobierno provincial esperando que Menem opusiera resistencia. Sin embargo, de acuerdo con Rojo, el gobernador los recibió pacíficamente, saludó a cada uno de ellos, y fue arrestado sin que se produjeran sobresaltos, afirmando que «volverían a encontrarse» cuando fuera «presidente de la Nación». Menem fue reemplazado por el coronel Osvaldo Battaglia, que asumió como interventor de facto.
En 1980, con Menem aún detenido por el régimen, el gobierno de facto otorgó a los gobernadores despuestos en el golpe de Estado una jubilación por su período de gobierno, siendo Menem uno de los beneficiarios. En 2003 se producirían denuncias por la supuesta omisión de Menem de dicha jubilación en su declaración jurada.

## Durante la dictadura

Menem en 1982.

Tras su destitución como gobernador provincial, Menem pasó una semana recluido en el Regimiento de Infantería 15 de La Rioja, para luego ser trasladado al barco 33 Orientales, amarrado en Buenos Aires. Durante su estadía en el barco, compartió camarote con Pedro Eladio Vázquez, médico personal de Perón, y se reencontró con varios ministros del gobierno depuesto (Antonio Cafiero, Miguel Unamuno, José Deheza y Pedro Arrighi), Malbha Herrera dirigente política y luego su Asesora Presidencial, así como con líderes sindicales (Jorge Alberto Triaca, Diego Ibáñez y Lorenzo Miguel). También estaban encarcelados allí el expresidente interino Raúl Lastiri, el diplomático Jorge Vázquez y el periodista Osvaldo Papaleo. En julio de 1976 fue trasladado a un centro de detención permanente en Magdalena. En 1977 el gobierno de facto de Jorge Rafael Videla rechazó su solicitud de salir de prisión para asistir al funeral de su madre, Mohibe Akil, luego de su muerte a la edad de setenta años.
Luego de poco más de dos años detenido, fue finalmente puesto bajo un régimen de «domicilio forzoso» el 29 de julio de 1978. Este sistema establecía que debía residir en forma permanente en una ciudad que no se encontrara en su provincia de origen. Menem eligió la localidad bonaerense de Mar del Plata. Durante su estadía en dicha ciudad, Menem mantuvo vínculos con integrantes del sindicalismo justicialista como Abdul Saravia y Diego Ibáñez, que posteriormente integrarían su espacio político, y mantuvo una relación amistosa con el miembro de la Junta Militar Emilio Eduardo Massera, que tenía intenciones de lanzarse a la política constitucional (sin éxito). También se juntó con figuras de la farándula como la vedette Susana Giménez, el boxeador Carlos Monzón y el cómico Alberto Olmedo.
Su actividad pública condujo a que el Ministerio del Interior resolviera que no podía permanecer en Mar del Plata y lo forzó a trasladarse nuevamente, esta vez a la ciudad también bonaerense de Tandil, donde tendría la obligación de reportarse diariamente al jefe de policía local, Hugo Zamora. Allí mantuvo una relación personal cercana con Zamora, que sería nombrado jefe de policía de La Rioja tras la llegada de Menem a la gobernación provincial. Finalizó su período de domicilio forzoso en febrero de 1980, luego de diecinueve meses, y se trasladó a Buenos Aires, pero retornó rápidamente a La Rioja. Allí tomó la decisión de reiniciar su actividad política, a pesar de que el gobierno militar se la tenía vedada, lo que provocó que fuera nuevamente detenido en septiembre del mismo año. Con su segunda detención fue nuevamente puesto bajo el sistema de domicilio forzoso, siendo trasladado a la localidad de Las Lomitas, en la provincia de Formosa.
Después de permanecer unos pocos días encerrado en el cuartel local de la Gendarmería, fue alojado en la casa particular de la familia Meza, que se había ofrecido voluntariamente a hospedarlo. Allí mantuvo un romance con una maestra rural veintidós años menor que él, Martha Meza, hija de sus anfitriones, con la cual tuvo un hijo no reconocido, Carlos Nair. Meza tendría una carrera política propia como diputada provincial de Formosa y, posteriormente, nacional, y mantendría un controvertido litigio legal con Menem por la filiación de su hijo, hasta su suicidio el 12 de enero de 2003. Entrando en la década de 1980, luego de que el gobierno militar comenzara a liberar a presos políticos del gobierno constitucional anterior, la dirigencia justicialista presionó legalmente por la situación de Menem, otorgándosele la libertad de movimiento el 8 de enero de 1981. Se trasladó finalmente a La Rioja, asentándose allí en forma definitiva unos meses más tarde.
Con la derrota del gobierno militar en la guerra de las Malvinas, asumió el presidente de facto Reynaldo Bignone, que inició una transición a la democracia. En octubre de 1982, Menem concedió una entrevista a la revista Extra, en la que describió sus puntos de vista con respecto al verticalismo justicialista y apoyó la conducción legal del PJ por parte de Isabel Perón, aunque se manifestó a favor de que se mantuviera neutral en las tensiones intrapartidarias, cediera poder a Deolindo Bittel y que las líneas divergentes respetaran los resultados de las elecciones internas y apoyaran a los candidatos vencedores, además de expresar su deseo de que se investigaran los sucesos ocurridos durante la dictadura militar. No rechazó tampoco una investigación sobre los sucesos ocurridos entre 1973 y 1976. Se mostró a favor de que se volviera temporalmente a la constitución de 1853, pero con el objetivo de buscar una nueva reforma más adelante.
En septiembre de 1983 viajó a Madrid y trató de entrevistarse con Isabel Perón, pero ella se negó a recibirlo.

## Segunda gobernación de La Rioja: 1983-1989

### Victoria electoral

Resultados por departamento de las elecciones provinciales de La Rioja de 1983 y 1987. En ambos casos, Menem venció en todos los departamentos (en azul) menos en General Ángel V. Peñaloza (en rojo), donde ganó su oponente radical.

La transición a la democracia culminó con las elecciones generales de 1983. De cara a las elecciones internas del Partido Justicialista, Menem configuró la lista «Lealtad y Dignidad», en la que había logrado aglutinar con éxito a gran parte de las facciones internas del partido (los sindicatos, la Juventud Peronista, la rama femenina y presos políticos). Con este armado retuvo exitosamente el control del justicialismo riojano con éxito y se postuló nuevamente para la gobernación, con el radical Raúl Alfredo Galván como principal contrincante. Su compañero de fórmula fue Alberto Cavero.
Menem realizó una campaña agresiva, buscando un efecto polarizador utilizando términos despectivos para referirse a sus contrincantes radicales, a quienes calificó de «antipatrias, gorilas y oligarcas». El radicalismo, mientras que centró su campaña en la no violencia y el respeto mutuo, describió a Menem como «un demagogo autoritario». Durante un acto de campaña, Menem relativizó la existencia de una democracia si no había mecanismos que garantizaran la justicia social, con la frase «¿Para qué queremos libertad si no tenemos para comer?». A pesar de su discurso polarizador y diferenciador, Menem ideológicamente se mostró en esencia ambiguo, en un intento por atraer votos tanto a la izquierda como a la derecha del peronismo, y constantemente aludió a electorados de otros partidos, como el socialismo popular y el FIP.
Los comicios tuvieron lugar el 30 de octubre. A nivel nacional, triunfó el candidato presidencial radical Raúl Alfonsín, derrotando por holgado margen al candidato justicialista Ítalo Lúder. En La Rioja, sin embargo, no se replicó el resultado y en un clima de extrema polarización, Menem resultó elegido gobernador por segunda vez con el 56,51 % de los sufragios (50 466 votos) seguido por el 39,87 % (35 605 votos) obtenido por Galván, imponiéndose en todos los departamentos menos en General Ángel V. Peñaloza. El PJ obtuvo tres cuartos de las bancas en la Cámara de Diputados provinciales con 21 escaños contra 4 de la UCR. Aunque Lúder se impuso en La Rioja, hubo un ligero corte de boleta en favor de Menem: aproximadamente entre 1800 y 3000 personas votaron únicamente por él y no por el resto de la boleta justicialista (2393 no votaron por Lúder en la elección presidencial, 3050 no votaron por la lista de diputados nacionales encabezada por Bernardo Eligio Herrera, y 1881 no votaron por los candidatos a diputados provinciales).
Dos semanas después de su victoria, Menem se entrevistó con Alfonsín, en calidad de presidente y gobernador electos. Una fotografía de la reunión, que fue publicada en medios de comunicación nacionales y provinciales, desató críticas para ambas figuras: políticos del justicialismo criticaron a Menem por reunirse con Alfonsín después de enterarse de su victoria, mientras que el radicalismo local se mostró desconcertado por la reunión y manifestó que esta era un «desmerecimiento» a la militancia radical riojana. El excandidato justicialista a gobernador de Córdoba, Raúl Bercovich Rodríguez, fue uno de los principales críticos a la reunión del gobernador y presidente electos. Menem descartó las críticas, describió la entrevista como «realmente positiva para la democracia y para la provincia de La Rioja», e hizo alusión indirecta a Bercovich, cuya derrota por dieciséis puntos ante el radical Eduardo Angeloz había sido el mayor revés para el justicialismo a nivel gubernativo, afirmando que dialogaba «con los vencedores, no con los derrotados». Durante la reunión, Alfonsín había prometido a Menem (que sería el primer gobernador riojano de signo político distinto al del presidente de turno desde la década de 1920) que no habría discriminación política o económica para las provincias gobernadas por el PJ.
Menem juró el cargo el 10 de diciembre de 1983, recibiendo la gobernación de manos del interventor de facto Guillermo Piastrellini. En su asunción dio el siguiente mensaje: «el gobierno defenderá sin concesiones y tomando las medidas que sean necesarias el derecho de todo riojano a una entrada económica que le permita sostener dignamente a su familia, el derecho de todo riojano a poseer un techo adecuado a su condición de ser humano, el derecho de todo riojano de contar con atención calificada a su salud y el derecho de todo riojano a estudiar, a perfeccionarse y a realizarse de acuerdo a su vocación. Ello significa que el equilibrio social será consecuencia natural de la justicia social».

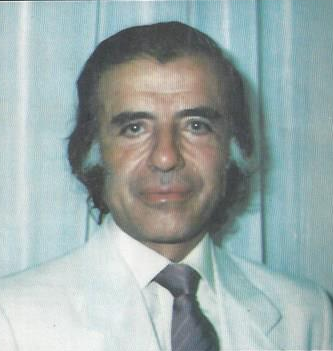
Imagen oficial de Menem gobernador publicada por la Secretaría de Gobierno de la Provincia de La Rioja en 1988.

### Período de gobierno
Menem mantuvo en sus cargos a numerosos funcionarios de la administración provincial del régimen militar,[cita requerida] así como fue incorporando a dirigentes del radicalismo, el Movimiento de Integración y Desarrollo, el Frente de Izquierda Popular, y el Partido Demócrata Cristiano. Estas medidas, además de consolidar su hegemonía dentro del justicialismo riojano como un líder conciliador, provocaron rápidas fracturas dentro de los partidos no peronistas y, en consecuencia, debilitaron a la oposición provincial.
De su segunda gobernación destaca una visita realizada a la provincia en 1986 por el senador de los Estados Unidos Edward Kennedy, que se manifestó satisfecho con dicha visita y elogió al gobernador. Su llegada respondía supuestamente a preocupaciones del gobierno estadounidense con respecto al crecimiento del poder de Menem dentro del Partido Justicialista y a la retórica antiimperialista que había empleado en sus campañas electorales. Después de la visita de Kennedy, Menem relajó notoriamente sus opiniones con respecto a Estados Unidos, declarando: «Estados Unidos, nos guste o no, es una realidad que pesa sobre Argentina y sobre todos los países del mundo, sin excepción. Con esto quiero decir que Kennedy no es Rockefeller y viceversa, aunque se los suponga componentes de un mismo conjunto». Los medios nacionales destacaron esta última frase («Kennedy no es Rockefeller») con la cual descartó los comentarios sobre la reunión del gobernador con el senador estadounidense. Esta reestructuración del sistema financiero estatal contribuyó a mejorar la calidad de la cartera crediticia de los bancos minoristas y su nivel de capitalización. Además, mejoró su eficiencia.

### Reforma constitucional y reelección
La reforma constitucional realizada por el gobierno de Lanusse en 1972 bajo la que Menem había sido elegido gobernador en 1973 permitía la reelección del gobernador provincial para un segundo mandato consecutivo. Sin embargo, dicho estatuto había perdido vigencia de jure en 1981 (con su vigencia de facto realmente anulada tras el golpe de 1976), y Menem fue elegido en 1983 bajo la constitución provincial de 1855, que establecía que el gobernador no podía ser reelegido consecutivamente. Al mismo tiempo que se celebraban las elecciones legislativas de medio término, Menem convocó a comicios para una convención constituyente provincial que reformara la carta magna. El justicialismo menemista obtuvo la victoria en dichas elecciones por holgado margen, permitiendo al gobierno de Menem un gran margen de maniobra en la confección de la nueva constitución. Esta ampliaba el número de miembros de la legislatura provincial y habilitaba la reelección del gobernador y el vicegobernador sin límite de mandatos. Con esta reforma y debido a la crisis aguda que enfrentaba el gobierno de Alfonsín, Menem resultó abrumadoramente reelegido en las elecciones de 1987, obteniendo el 62,41 % de los votos contra el 33,88 % de Enrique Peñaloza Camet, su oponente radical, que hizo una agresiva campaña acusando a Menem de tener un estilo de gobierno muy similar al de su predecesor de facto, Piastrellini. Menem desfasó las elecciones de gobernador de las de diputados provinciales, que tuvieron lugar meses más tarde, con un arrollador triunfo para el PJ, que retuvo los dos tercios del poder legislativo.

## Elecciones presidenciales de 1989

### Primaria justicialista de 1988

Resultado por provincia de las elecciones primarias del Partido Justicialista de 1988.
Menem-Duhalde
Cafiero-De la Sota

Desde su victoria en las elecciones gubernativas riojanas de 1983, Menem dedicó gran parte de su mandato como gobernador a construir una imagen nacional que le permitiera perfilarse como un posible presidenciable dentro del justicialismo, intención que quedó evidenciada con sus numerosas visitas a otras provincias entre 1984 y 1988, durante las cuales buscó establecer contacto cara a cara con la población local. Dentro de La Rioja encaró sus campañas electorales prometiendo a la población riojana que un proyecto presidencial favorecería a la provincia. Adquirió lentamente algo de poder dentro del PJ nacional debido a su éxito en preservar su hegemonía política personal a pesar de las profundas divisiones que aquejaron al partido durante el período 1983-1987. Menem había formado parte de la denominada «renovación peronista» encabezada a nivel nacional por Antonio Cafiero (elegido gobernador de Buenos Aires en 1987). La renovación aparejaba la democratización partidaria, permitiendo a los afiliados votar en elecciones internas, por lo que a mediados de 1988 se realizó la primera primaria presidencial directa de la historia del peronismo.

Menem junto a Antonio Cafiero, su competidor en la interna justicialista de 1988. Fue la única vez que el PJ eligió a su candidato a presidente en forma directa.

Para entonces, Menem y Cafiero eran vistos públicamente como las dos mayores figuras capaces de obtener la candidatura presidencial. Menem aceptó disputar una interna contra Cafiero, pero Julio Mera Figueroa, operador político de Menem, impuso como condición de que la misma se realizara bajo un sistema de «boleta corta», disputándose solo la candidatura presidencial sin dirimir cargos legislativos o gubernativos, propuesta que fue vista por Cafiero como un intento de «licuar» el peso del aparato partidario, mayormente favorable al gobernador de Buenos Aires. El compañero de fórmula de Menem fue Eduardo Duhalde, ex intendente de la localidad bonaerense de Lomas de Zamora, mientras que el de Cafiero fue el excandidato a gobernador de Córdoba, José Manuel de la Sota.
Al momento de la elección se consideraba asegurada la victoria de Cafiero debido a su imagen consolidada a nivel nacional, habiendo además obtenido la gobernación de la provincia más poblada del país tan solo unos meses atrás. Buenos Aires y Córdoba, distritos de origen de Cafiero y De la Sota, albergaban juntos más de la mitad del padrón de afiliados al PJ, mientras que La Rioja apenas reunía el 2 %. Además, la imagen de Cafiero como un líder renovador parecía contrapesar a Menem, visto como un «populista retrógrado». Sin embargo, durante el período de campaña numerosos hechos favorecieron al gobernador riojano. La participación de Duhalde como precandidato a vicepresidente le concedió al naciente menemismo la aparición paulatina de un peso electoral propio en el crucial conurbano bonaerense. Disfrutó también del apoyo clave del locutor Juan Carlos Rousselot, intendente de Morón. El propio Cafiero escribiría en su diario personal que algunas encuestas le vaticinaban una derrota en el período previo a la realización de la interna.
Menem centró su campaña en perfilarse como un candidato «antisistema», mientras que Cafiero como presidente del Partido Justicialista había mantenido políticas de entendimiento y acercamiento con el gobierno de Alfonsín, lo que provocó que fuera visto también como un continuista de las políticas del alfoninismo debilitado. A pesar de que el propio Menem había mostrado una actitud similar para con Alfonsín durante su primer mandato como gobernador, de cara a las elecciones internas se distanció de él a la par de su alejamiento del sector de Cafiero. Del mismo modo, la relativa estabilidad de La Rioja, así como su escasa importancia en el panorama político permitieron a Menem presentarse como una figura nueva ante la inmensa mayoría del público, mientras que Cafiero se vio desfavorecido por el deterioro de la situación económica, que afectó mayormente a la provincia de Buenos Aires, que él gobernaba. Dos días antes de la realización de la primaria, Menem finalizó su campaña con un acto sorpresivamente concurrido en el Estadio Antonio Vespucio Liberti, Capital Federal, que registró una presencia de 60 000 personas, desconcertando a la dirigencia cafierista.
El sábado 9 de julio de 1988 tuvo lugar la elección primaria con un sorpresivo y holgado triunfo para la fórmula Menem-Duhalde, que logró el 53,94 % de los votos contra el 46,06 % de la fórmula Cafiero-De la Sota. El binomio encabezado por Menem arrasó en el conurbano bonaerense (destacando su victoria en Lomas de Zamora, La Matanza y Morón) y se impuso en dieciocho de los veinticuatro distritos nacionales, mientras que Cafiero triunfó solamente en Capital Federal, Córdoba, Formosa, Misiones, Salta y Santiago del Estero. El mayor apoyo provino de la Patagonia argentina y la región de Cuyo, donde Menem superó cómodamente el 75 % de los votos en la mayoría de las provincias, mientras que la elección fue particularmente competitiva en el extremo norte argentino, donde se ubicaban cuatro de los seis distritos en los que la fórmula resultó derrotada. En La Rioja, Menem obtuvo 36 949 votos contra 564 de Cafiero, un 98,50 % de los votos. Cafiero reconoció la derrota en la madrugada del 10 de julio.

### Campaña y elecciones

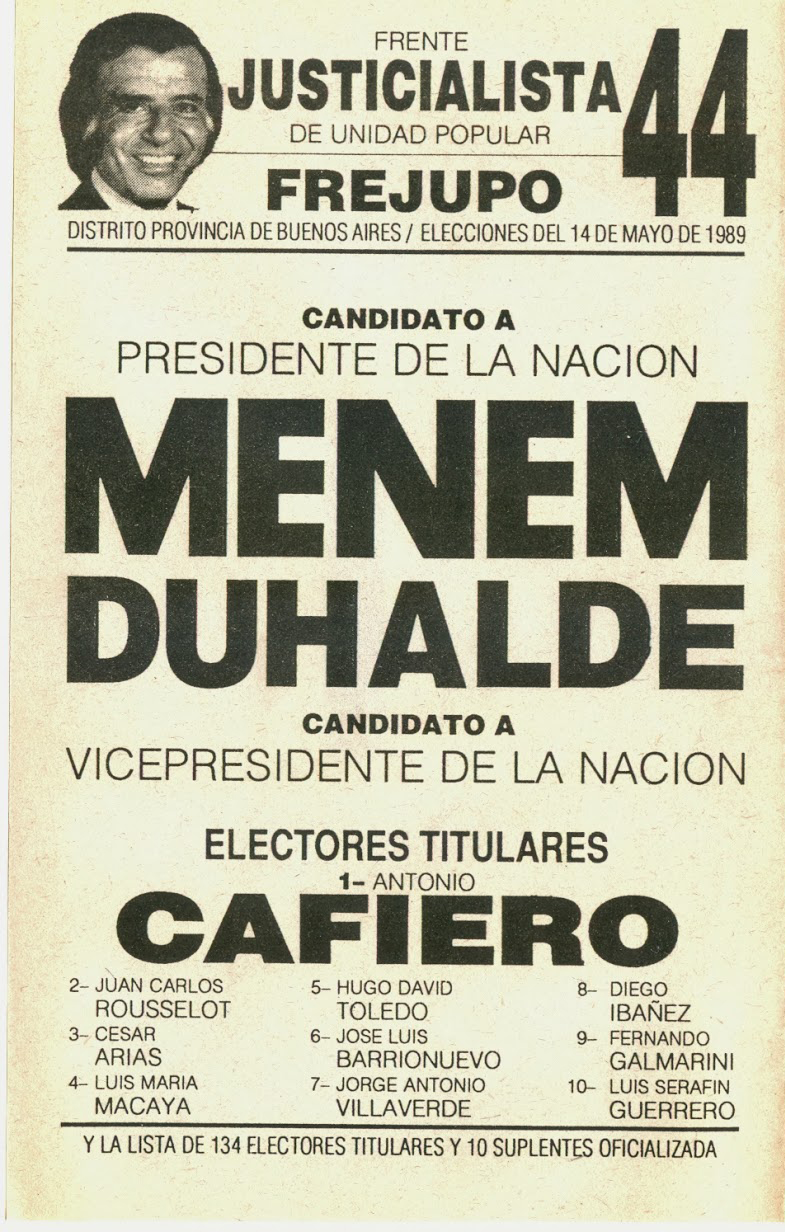
Boleta de la fórmula Menem-Duhalde en la provincia de Buenos Aires.

De cara a las elecciones presidenciales, el Partido Justicialista resolvió retornar a la estrategia frentista de 1973, configurando una alianza con partidos menores denominada Frente Justicialista de Unidad Popular (FREJUPO). La misma estaba compuesta, además de por el PJ, por el Partido Intransigente (PI), encabezado por Oscar Alende, el Movimiento de Integración y Desarrollo (MID), el Partido Demócrata Cristiano (PDC), el Partido del Trabajo y del Pueblo (PTP), el Partido Nacionalista Constitucional (PNC), Movimiento Línea Popular (MOLIPO) y el Movimiento Patriótico de Liberación (MPL). La distintas listas distritales con candidatos al Colegio Electoral estaban compuestas por miembros de los partidos del frente, además del justicialismo, y muchos destacados dirigentes de los partidos más importantes (como el MID), ocuparían cargos en la posterior gestión de gobierno del PJ.
Luego de la derrota en la primaria, Cafiero aseguró "todo su apoyo" a la candidatura de Menem, y encabezó la lista para electores de presidente en la provincia de Buenos Aires. Juan Carlos Rousselot, César Arias, José Luis Barrionuevo, y Diego Ibáñez, figuras que habían jugado un papel trascendental en configurar el espacio político de Menem fuera de La Rioja, integraron los primeros diez puestos. Poco antes de la elección se desató un escándalo de corrupción y el 19 de abril de 1989, Rousselot fue destituido de su cargo de intendente de Morón por supuestas irregularidades financieras y reemplazado por Arias, aunque volvería a la intendencia en las próximas elecciones.
A pesar de la complicada situación económica del país, y del amplio triunfo del PJ en las elecciones legislativas de 1987, la victoria de Menem en la primaria justicialista llegó a poner en duda brevemente sus posibilidades de triunfo. Prácticamente todas las encuestas electorales de la época vaticinaban una competencia cerrada entre Menem y el candidato del radicalismo, Eduardo Angeloz, que había formado una alianza con partidos políticos provinciales de derecha, y destacaban un alto porcentaje de indecisos, de entre un cuarto y un tercio del electorado. Sin embargo, Menem se mantuvo primero, con un holgado piso de entre el 32.4 y el 39.4 % entre abril y mayo. Angeloz, fuertemente antiperonista, y uno de los máximos exponentes del ala neoliberal de la UCR, había alcanzado la candidatura por ser uno de los dos únicos gobernadores radicales (junto al rionegrino Horacio Massaccesi) que habían resistido con éxito la ola de triunfos justicialistas en 1987. Su programa económico consistía en una significativa reducción del gasto público, comprometiéndose a aplicar "Lápiz Rojo". El economista conservador Álvaro Alsogaray, que se postulaba por una coalición de partidos liberales, mantuvo un piso electoral importante, de entre el 7.9 y el 9 %.
Menem lanzó su campaña realizando propuestas económicas muy vagas, que le permitieron captar un electorado mucho más amplio que sus contrincantes (en su mayoría liberales). Se trató mayormente de un proselitismo populista, destacando eslóganes como «¡Se viene el salariazo!» o «¡Hagamos la Revolución Productiva!». Sin embargo, probablemente el lema de campaña más famoso de Menem, que sería muy recordado posteriormente, fue «Síganme, no los voy a defraudar» en un afiche con la fotografía de Menem y la frase debajo. Menem apeló también al voto religioso, haciendo uso de citas bíblicas, destacando "Argentina, levántate y anda" y la expresión "a los tibios los vomita Dios". La campaña menemista contó también con el jingle "Valerosos Corazones" compuesto por Litto Nebbia e interpretado por Silvia Garré.

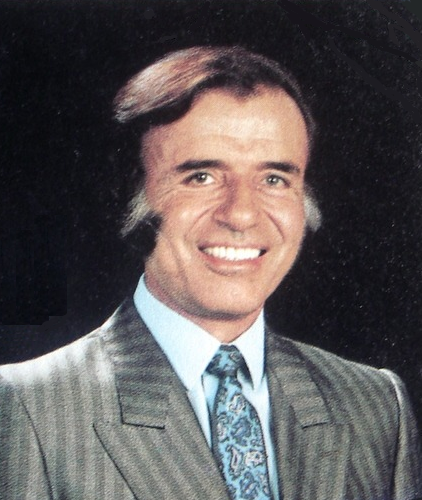
Fotografía de campaña de Menem, 1989.

Pese a la discreción de Menem a la hora de tratar temas económicos, la posibilidad de que fuera un candidato «neoliberal encubierto» fue barajada incluso antes de las elecciones por algunos medios de comunicación y figuras de la izquierda política. El periódico trotskista Prensa Obrera, ligado al Partido Obrero (PO), que postulaba a Jorge Altamira como candidato a presidente, afirmó que Menem era realmente un político conservador, y destacó la frase "Vote un Menem y le saldrá un Alsogaray", en un artículo publicado en marzo de 1989. Al momento de su publicación, el artículo desató críticas y burlas de parte de dirigentes del peronismo, pero posteriormente adquirirían validez cuando Menem iniciara un acercamiento con sectores del neoliberalismo argentino una vez en el poder, entre los que destacarían principalmente Alsogaray y su hija, María Julia.
La tendencia electoral se invirtió enormemente en favor de Menem cuando, a partir de febrero de 1989, se produjeron sorpresivos movimientos financieros que desencadenaron un proceso hiperinflacionario. Después de una fuerte caída en las reservas del Banco Central, el dólar estadounidense tuvo un aumento de alrededor del 40 % con respecto al austral argentino a partir del 7 de febrero, momento conocido como el "Martes Negro". El repentino descenso del valor austral amenazó la tenue estabilidad financiera del país y, el Banco Mundial recortó un gran tramo de un paquete de préstamos acordado en 1988, lo que hizo que el valor del austral cayera en picado: el dólar pasó de cotizarse a 17 australes en enero, a cotizarse a más de 100 australes para mediados del año. La inflación, que estaba entre el 5-10 % en febrero, aumentó un 78.5 % para mayo. En medio de una situación económica prácticamente insostenible, el gobierno de Alfonsín adelantó las elecciones al 14 de mayo, cuando estas deberían haber tenido lugar en octubre.
Un mes antes de las elecciones, el programa de televisión Nuevo Tiempo invitó a Menem y a Angeloz a realizar un debate presidencial el 8 de mayo, una semana antes de los comicios. De haberse realizado, hubiera sido el primer debate presidencial televisado de la historia argentina. Angeloz confirmó inmediatamente su presencia, mientras que Menem se negó a hacerlo y mantuvo una postura vaga. Finalmente, el día del debate, Angeloz estuvo presente y Menem confirmó finalmente su ausencia. El programa, conducido por Bernardo Neustadt, decidió realizar el debate de todas formas, constituyendo simplemente en una entrevista con Angeloz mientras este ocupaba un estrado con su nombre, junto a un estrado vacío destinado a Menem. El radicalismo utilizó la ausencia de Menem en el debate, retratándolo en un spot televisivo como una «silla vacía» que no debatía con Angeloz por no tener «la capacidad para ejercer la presidencia». Sin embargo, la campaña de Menem contraatacó eficazmente la crítica con un nuevo spot, en el que aparecían varias sillas vacías, mientras una voz en off decía que estas representaban debates «que el radicalismo no pudo sostener: con los empresarios, los jubilados, y los obreros», llamando a los argentinos a «cambiar la historia». Al igual que en las anteriores elecciones, los candidatos realizaron masivos actos de cierre de campaña.
El domingo 14 de mayo tuvieron lugar las segundas elecciones presidenciales tras la restauración democrática. Menem obtuvo una amplia victoria con las listas de electores que lo apoyaban en los veinticuatro distritos recogiendo el 48,51 % de los votos positivos contra el 37,10 % logrado por el total de las listas que apoyaban a Angeloz, y un 7,17 % obtenido por Alsogaray. Menem obtuvo mayoría propia en el Colegio Electoral, con 312 votos a su favor contra 234 de Angeloz, 33 de Alsogaray y el resto distribuido en partidos menores. En contraste con las elecciones anteriores, que demostraron una división geográfica entre provincias inclinadas al radicalismo y provincias inclinadas al justicialismo, en esa ocasión el FREJUPO triunfó en casi todo el país, excepto en los bastiones radicales de Córdoba y Capital Federal, así como en Salta y Chubut, donde ganó Angeloz. Logró imponerse en distritos hasta entonces tradicionalmente esquivos al peronismo, como Corrientes y Río Negro, y obtuvo más de dos tercios de los votos en su provincia natal, La Rioja. El PJ y sus aliados electorales lograron además obtener el control del Congreso de la Nación, con 128 diputados sobre 254 y 28 senadores sobre 46.

### Transición anticipada
Tras conocerse su victoria, Menem convocó a «todos los sectores» y emitió su primer mensaje público desde un acto realizado en Catamarca en homenaje al fallecido gobernador Vicente Saadi. A pesar del adelantamiento electoral, Alfonsín había anunciado previamente que completaría su mandato tal y como estaba constitucionalmente establecido, el 10 de diciembre, por lo que todavía faltaban más de siete meses para que el presidente y los diputados electos asumieran. Sin embargo, la contundente derrota electoral desató discusiones internas dentro del radicalismo y presiones externas crecientes para una entrega anticipada de mando. Además, la victoria justicialista no estabilizó la economía como Alfonsín esperaba y la inflación continuó aumentando. El dólar se duplicó en valor durante la siguiente semana y el 29 de mayo disturbios estallaron en las zonas más pobres de varias ciudades. La pobreza comenzó a crecer de modo exponencial: en mayo era del 25 % y aumentaría a un 47 % a lo largo del año. Los conflictos sociales continuaron aumentando y el 30 de mayo, Alfonsín debió decretar el estado de sitio sobre todo el territorio nacional. Una reunión con distintos grupos empresariales el 9 de junio, que tenía como objetivo recibir ayuda económica para finalizar el mandato, no prosperó. Durante dicha reunión, Héctor Magnetto, que posteriormente mantendría una relación cercana con el menemismo, habría descartado a Alfonsín como un "obstáculo".
Con respecto al período restante para su juramentación, Menem se mostró sumamente vago y discreto con respecto a la gobernabilidad del alfonsinismo. Posteriormente, declaró que estaba «listo para asumir». El 6 de junio, anunció la composición de parte de su gabinete, todavía en gestación, seis meses antes de la entrega prevista de mando, lo que fue visto como una señal de que estaba proponiendo un juramento anticipado. Al momento del anuncio del gabinete, Menem barajaba dos figuras para el clave Ministerio de Economía: el diputado Domingo Cavallo (que posteriormente ejercería el cargo) y el ingeniero Miguel Roig. Roig fue finalmente el elegido, mientras que a Cavallo se le otorgó la cartera de Relaciones Exteriores, lo que evidenció el peso que tendría la economía en la política internacional del nuevo gobierno. Para mediados de junio, el Ministerio de Trabajo era el último por anunciar y se especuló que Menem elegiría a una figura del sindicalismo peronista. Mientras que Roig provenía del grupo Bunge & Born, su secretario de Gestión Económica Eduardo Curia se había desempeñado como asesor de la CGT dutante el alfonsinismo y como asesor de Menem mismo desde el principio de su campaña.
El fracaso de una última reunión con los grupos económicos, que se negaron a dar Alfonsín el apoyo necesario para finalizar su mandato, terminó de debilitar al gobierno y, al día siguiente, el 14 de junio, el presidente emitió un mensaje por cadena nacional, anunciando que había resuelto "resignar" a su cargo a partir del 30 de junio y entregar su cargo a Menem en calidad de presidente electo. El uso de la palabra "resignar" y no "renunciar", como correspondía legalmente, generó confusiones y pujas políticas entre ambas fuerzas.
Poco antes de que Alfonsín anunciara públicamente su "resignación", el dirigente radical Rodolfo Terragno viajó a La Rioja para negociar con Menem de cara al inminente cambio de gobierno. De acuerdo con Terragno, durante la reunión, que tuvo lugar en la casa de gobierno riojana, Menem se mostró en última instancia sorprendido por la intención de Alfonsín de retirarse antes de tiempo y, a pesar de sus declaraciones previas, declaró no estar preparado para asumir tan repentinamente, dado que asumiría con una situación económica y política extremadamente difícil y debería gobernar hasta diciembre con una Cámara de Diputados en la que el radicalismo aún tenía la primera minoría. Luego de barajarse la posibilidad de que su hermano, Eduardo Menem, presidente provisional del Senado, asumiera interinamente la jefatura de Estado hasta la juramentación de Menem, se resolvió que se adelantaría la entrega de mando pero, a su vez, se organizaría con algo de tiempo (poco más de un mes) para que Menem pudiera prepararse. Las condiciones para la entrega de mando fueron que la banda presidencial la entregaría el propio Alfonsín para evitar malentendidos y que la UCR aprobaría todas las leyes que el nuevo presidente requiriera hasta que la legislatura electa de mayoría justicialista jurara su cargo en diciembre.
Aunque la entrega originalmente estaba planeada para el 30 de junio, finalmente Menem asumió como presidente de la Nación Argentina el 8 de julio de 1989, ocho días después de lo esperado, pero cinco meses y dos días antes de lo constitucionalmente previsto. La ceremonia tuvo lugar en el Palacio del Congreso de la Nación Argentina, y Alfonsín le colocó la banda presidencial a Menem. Se trató de la primera transición presidencial entre dos presidentes democráticamente electos de distintos partidos políticos, e históricamente se considera que dicho momento consolidó la democracia en la Argentina. El papel del Partido Justicialista, de sus gobernadores (sobre todo el santafesino Víctor Reviglio), o del propio Menem en el adelantamiento del traspaso de mando continúa siendo objeto de controversia. Alfonsín, en una entrevista posterior, se achacó parte de la responsabilidad al admitir que pudo ser un error haber adelantado tanto las elecciones. Años después, durante un discurso, Menem cometió un acto fallido al admitir incidentalmente haber «tumbado» al gobierno de Alfonsín, cuando quería referirse a los golpes de Estado de 1955 y 1962 que derrocaron respectivamente a Juan Domingo Perón y a Arturo Frondizi, excusándose en que se confundió porque "los dos, Alfonsín y Frondizi, son radicales".

## Presidencia de la Nación Argentina (1989-1999)

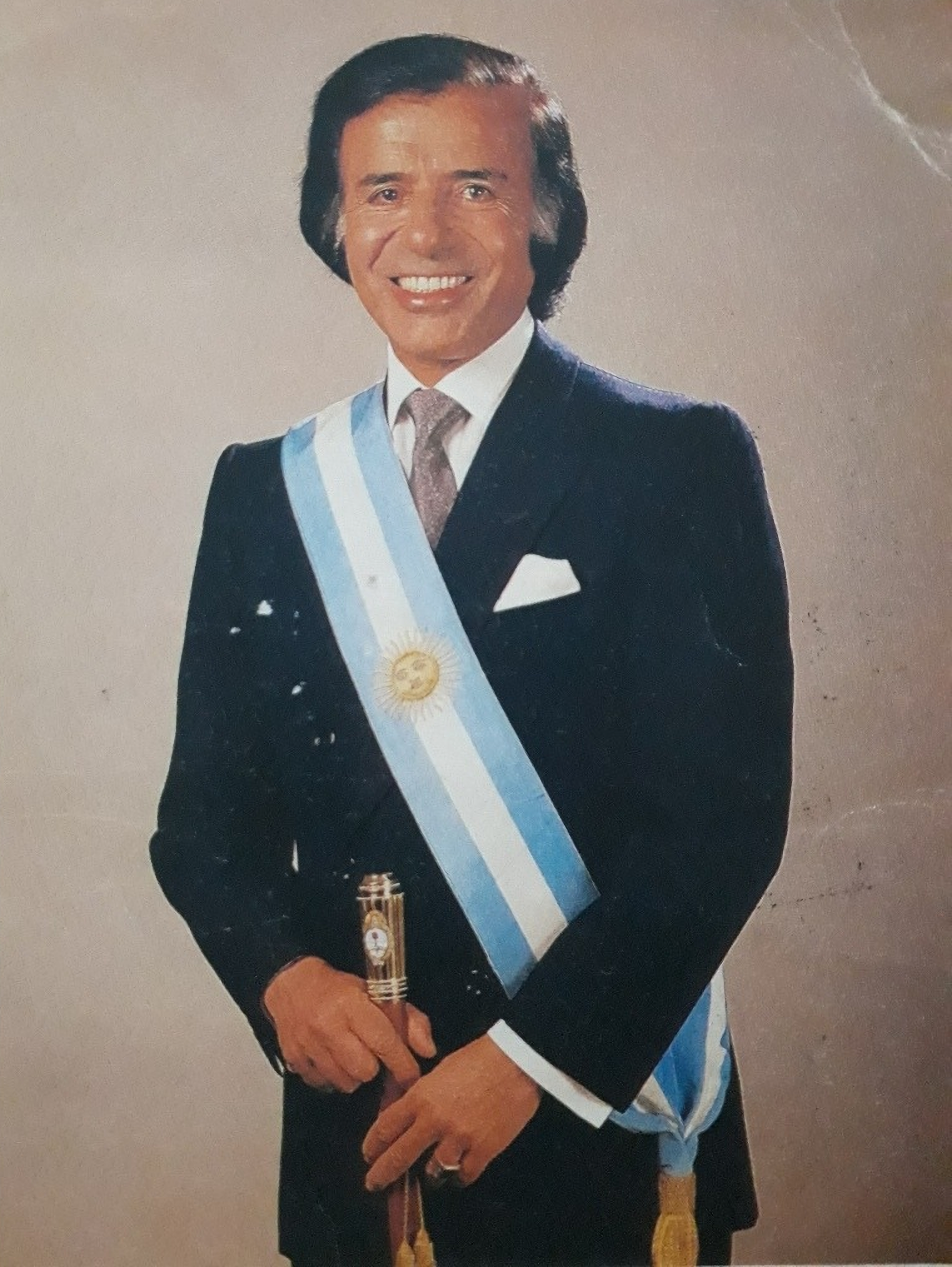
Retrato oficial, 1989

Carlos Menem asumió la presidencia el 8 de julio de 1989. Fue por entonces la primera sucesión presidencial entre dos presidentes constitucionales desde 1928, y la primera desde 1916 entre presidentes de diferentes partidos políticos.
El comienzo de una recesión en el tercer trimestre de 1998 y nuevas acusaciones de corrupción tuvieron como consecuencia un descenso en su popularidad: luego de un nuevo intento fallido de reforma constitucional, Menem terminó su gobierno el 10 de diciembre de 1999, traspasándole el mando al presidente electo, el radical Fernando de la Rúa.

### Política económica
El principal problema que debió enfrentar al asumir la presidencia fue el de una economía en crisis con hiperinflación y en una profunda recesión. En el marco de la fuerte espiral hiperinflacionaria que azotaba a la Argentina desde los últimos años de Alfonsín, Menem se reunió en mayo de 1989 con el directorio del económico, Bunge y Born, a pocos días de haber ganado las elecciones. El nuevo ministro de Economía, Miguel Ángel Roig, se desempeñaba hasta ese momento como vicepresidente ejecutivo general de Bunge & Born, y a partir de su designación se dedicó a diseñar el denominado "Plan BB". Ante el súbito fallecimiento de Roig, Carlos Menem nombró como sucesor al vicepresidente de Bunge & Born, Néstor Rapanelli. El gobierno adoptó parcialmente los principios del Consenso de Washington, para esto introdujo una serie de reformas liberales: se desreguló la economía, reduciendo cupos, aranceles y prohibiciones de importaciones, se estableció la libertad de precios y se produjo la privatización de numerosas empresas estatales.
Con la aprobación de la Ley de Reforma del Estado en agosto de 1989, fue autorizado a privatizar varias empresas estatales. Las primeras privatizaciones fueron las de la empresa telefónica Entel y la de Aerolíneas Argentinas. Las privatizaciones se realizaron rápidamente buscando conseguir con ello réditos mediáticos que instalaran la idea de la voluntad reformista del gobierno.

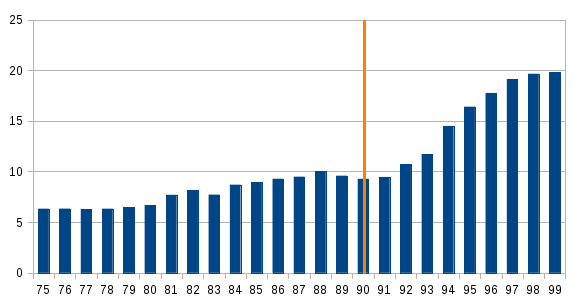
Líneas telefónicas fijas cada 100 habitantes desde 1975 a 1999. La línea naranja indica el momento de la privatización de ENTel.

En manos privadas, el servicio de telefonía en Argentina se modernizó, haciéndose mucho más fácil obtener una línea de teléfono que en los 80 podía alcanzar listas de espera de hasta 3 años.

Tras la privatización la cantidad de líneas aumentó un 113 % (entre 1990 y 1999) a tal punto que debió modificarse el Plan de Numeración Nacional, para afrontar la alta demanda de nuevos números y características por zona.
Se privatizaron también la red vial, los canales televisivos (con la excepción de ATC, hoy Canal 7), gran parte de las redes ferroviarias, YPF y Gas del Estado. 
A pesar de los ingresos generados por las privatizaciones, la situación económica se mantenía convulsionada y en diciembre de 1989 se produjo una segunda hiperinflación. En reemplazo de Rapanelli asumió como Ministro de Economía Erman González, quien impulsó el Plan Bonex (abreviación de BONos EXternos), que consistió en la confiscación de los depósitos a plazo fijo y un cambio de los mismos por bonos de largo plazo en dólares.[cita requerida] Así mismo, restringió fuertemente la emisión monetaria y redujo el gasto social. Este plan agravó la recesión económica, pero sirvió para reducir la inflación.  Se produjo el cierre de unidades productivas que, en algunas ramas de la actividad, como la textil, fueron masivas, con la subsecuente pérdida de puestos de trabajo. En desacuerdo con el mismo, renunció el secretario de Gestión Económica y virtual viceministro de Economía Eduardo Curia. El Bonex, sin embargo, logró reducir la inflación que terminó en 1990 en 2314 % anual y disminuyó hasta llegar a valores cercanos al 5 % mensual en el último trimestre del año. La balanza comercial en 1990 obtuvo un superávit extraordinario. Las exportaciones superaron en un 34 % a las del año anterior, mientras que las importaciones solo fueron un tercio de aquellas. Para 1991 se llevó adelante la eliminación de la actualización monetaria o desindexación, para evitar que se trasladara hacia adelante la inflación pasada.
En enero de 1991 renuncia Erman González y Menem designa como ministro de economía a Domingo Cavallo, quien estableció la Ley de Convertibilidad. Este esquema incluyó la creación de un nuevo signo monetario: el peso convertible, que comenzó a circular en el país desde el 1 de enero de 1992, y reemplazó a la entonces vigente moneda nacional, el austral, con una equivalencia de 1 peso a 10 000 australes. Bajo este sistema, el Banco Central estaba obligado a respaldar con sus reservas una relación de cambio en la que un dólar valía lo mismo que un peso; de esta forma, se restringía la emisión de billetes como medio de financiamiento del Estado. La aplicación del régimen de convertibilidad se prolongó hasta la crisis argentina de fines de 2001 y comienzos de 2002.
En los servicios públicos, las privatizaciones produjeron mejoras de calidad en algunos rubros (electricidad y telefonía, entre otros)el número de usuarios con agua potable y cloacas decrecía mientras que luego de la privatización el número incrementó velozmente. mientras que en otros el impacto fue negativo, como en los transportes ferroviarios, este último en particular por el cierre masivo de los servicios de pasajeros de larga distancia. Si bien los servicios de trenes privatizados urbanos del área metropolitana y cargas en general registraron leves mejorías, finalmente con la crisis de 2001 y la posterior devaluación de la moneda desnudaron las frágiles condiciones contractuales que llevaron a las empresas a la quiebra, el posterior vaciamiento de su infraestructura y finalmente a un deterioro del servicio en parte sostenido por subsidios.
Todas estas medidas en su conjunto lograron una estabilidad económica sin inflación significativa que ofreció un clima favorable para el surgimiento de inversiones y el ingreso de capitales desde otros países, produciéndose un marcado crecimiento del producto interno bruto (PIB). La estabilidad económica lograda durante el primer mandato de Menem lo impulsaron a su reelección en 1995 con casi el 50 % de los votos. La mejora fiscal sirvió para lograr el acuerdo del plan Brady (con los acreedores externos). El PBI aumentó un 50 % en 10 años y llegó a 288 194 millones de dólares en 1998. Producto de políticas macroeconómicas consistentes desde el primer trimestre de 1990; sobre 39 trimestres 30 mostraron expansión económica, revirtiendo la historia de los 15 años previos de estancamiento. Tras la salida de Cavallo, y el ingreso de Roque Fernández, se redujo el déficit fiscal llagando al equilibrio presupuestario para 1995 del orden de un superávit del 0,3 % del PBI, manteniéndose en números positivos hasta 1998.
| Año  | Salario real (base 1970=100) | Desempleo | Trabajo no registrado |
| ---- | ---------------------------- | --------- | --------------------- |
| 1989 | 64.86                        | 7.1       | 32.5                  |
| 1990 | 77                           | 6.3       | 28.3                  |
| 1991 | 80                           | 6         | 30.6                  |
| 1992 | 84                           | 7         | 30.2                  |
| 1993 | 89                           | 9.3       | 31.4                  |
| 1994 | 90.18                        | 12.1      | 28.6                  |
| 1995 | 83.51                        | 16.6      | 32.2                  |
| 1996 | 79                           | 17.3      | 34.6                  |
| 1997 | 78                           | 13.7      | 36.3                  |
| 1998 | 80                           | 12.4      | 37.1                  |
| 1999 | 78                           | 13.8      | 37.6                  |

Sin embargo, el crecimiento económico estuvo caracterizado por el incremento del sector de servicios y agropecuario. Al asumir Menem el gobierno, los valores de desocupación y subocupación habían alcanzado picos históricos (8,1 % y 8,6 % de la población económicamente activa, respectivamente) en mayo de 1989. Luego de un período de lenta disminución (6,9 % y 8,3 % en mayo de 1992), el desempleo y el subempleo volvieron a crecer durante la crisis del Tequila, hasta alcanzar un pico de 18,4 % y 11,3 % en mayo de 1995, tras lo cual bajaron levemente hasta 12,4 % y 13,6 % en octubre de 1998. Para el final de su gobierno, estas cifras eran de 13,8 % y 14,3 %.
Hacia 1997 y 1998 la pobreza había afectado a más del 36 % de la población (13,4 millones de personas, se encontraban bajo la línea de pobreza). En tanto que el 8,6 % (3,2 millones de personas) vivían en la indigencia. En las regiones del noroeste, nordeste y Cuyo la pobreza superaba el 50 % de la población y la indigencia rozaba el 20 %.
Entre fin de 1989 y 1995 la deuda pública neta del Estado Nacional bajó 3765 millones de USD, de 96 472 millones a 92 707 millones, pero esta tendencia se revirtió al final de su mandato cuando la deuda externa aumentó hasta 145 USD 000 millones en el 2000.
En resumen su plan económico que es atribuido al neoliberalismo por muchos autores. Esta vez, la privatización de los servicios públicos fue el principal objetivo del gobierno; aunque también se volvieron a implementar la desregulación financiera y las fronteras abiertas a los bienes extranjeros[cita requerida]. Si bien algunas privatizaciones fueron bienvenidas, la mayoría de ellas fueron criticadas por no estar en el mejor interés de la gente. Junto con una mayor flexibilidad en el mercado laboral, el resultado final de este plan fue una tasa de desempleo del 18,3 % y el 54 % de las personas que viven por debajo del umbral de la pobreza. Como conclusión, algunos sectores del liberalismo argentino consideran que Menem fue lo más cercano a un Gobierno liberal que pudo haber tenido el país desde 1945 en adelante. Otros, en cambio, sostienen que, más allá de algunas medidas de corte liberal, el Gobierno de Menem, en todo caso, se ha parecido más a un capitalismo de amigos. La revolución liberal que ayudó a superar la hiperinflación argentina de 1989-1990 fue una experiencia que duró muy poco. Una vez superada y a poco de ingresar grandes cantidades de inversiones extranjeras, gracias a las privatizaciones, el país siguió con su costumbre de mantener un gasto público descontrolado, junto a un fuerte endeudamiento, emisión monetaria y corrupción.

### Política de justicia, defensa y seguridad
Durante su gobierno, se modificó por ley el número de integrantes de la Corte Suprema de Justicia, elevándolo a nueve miembros. La prensa denominó a esta corte ampliada la mayoría automática, aduciendo que en la mayor parte de los casos polémicos los votos de estos cinco jueces coincidían con la posición del gobierno.
Durante su gestión, Argentina fue blanco de dos ataques terroristas: el 17 de marzo de 1992 se produjo el primer atentado contra la embajada de Israel, donde murieron 22 personas y el 18 de julio de 1994 se produjo el Atentado a la AMIA (Asociación Mutual Israelita Argentina), que causó la muerte de 85 personas. La investigación del primer atentado fue realizada por la Corte Suprema de Justicia, sin que fuera elevada nunca a juicio. Respecto del segundo atentado a la AMIA, cuando se realizó el juicio oral entre 2001 y 2003, quedó al descubierto una gigantesca red de encubrimiento que involucraba al juez de la causa, los fiscales, los servicios de inteligencia, el entonces presidente Menem y altos funcionarios de su gobierno, y hasta el presidente de la Delegación de Asociaciones Israelitas Argentinas (DAIA), que generó un segundo juicio por encubrimiento, iniciado en 2015 y que aún no había finalizado a octubre de 2018.
Tras lograr un acuerdo con Raúl Alfonsín, líder de la UCR, impulsó la reforma de la Constitución que fue aprobada por la convención en 1994 y permitió la reelección de Menem al año siguiente.
Suspendió el servicio militar obligatorio. Indultó a militares de la última dictadura cívico-militar (1976-1983) y a militantes de organizaciones guerrilleras que habían actuado durante la década del setenta, lo que sin embargo no calmó el descontento de los militares que amenazaron después con otro intento de golpe.

El 3 de noviembre de 1995 explotaron los depósitos de la Fábrica Militar Río Tercero. Se sospechó que fue realizado adrede para ocultar un faltante de armas (ver sección Vida pública después de sus presidencias).

### Política de salud y educación
Durante su gestión se reformó el sistema educativo en todos sus niveles con la sanción de la Ley Federal de Educación en 1993 y la Ley de Educación Superior en 1995. Se crearon nueve universidad nacionales, principalmente en el Gran Buenos Aires. Los docentes realizaron una protesta durante dos años, conocida como Carpa Blanca en rechazo a la Ley Federal de Educación.
En 1998, luego de una entrevista con el papa Juan Pablo II en la Ciudad del Vaticano, Carlos Menem aprobó un decreto que declaró el 25 de marzo el Día del Niño por Nacer en la Argentina. Durante la primera celebración, en 1999, el presidente afirmó que "la Argentina ha colocado entre las prioridades de su política exterior, una firme y decidida acción en defensa de la vida". En este contexto fue que Zulema Yoma, exesposa del presidente, decidió contar en una entrevista que se realizó un aborto con el apoyo de Carlos Menem.

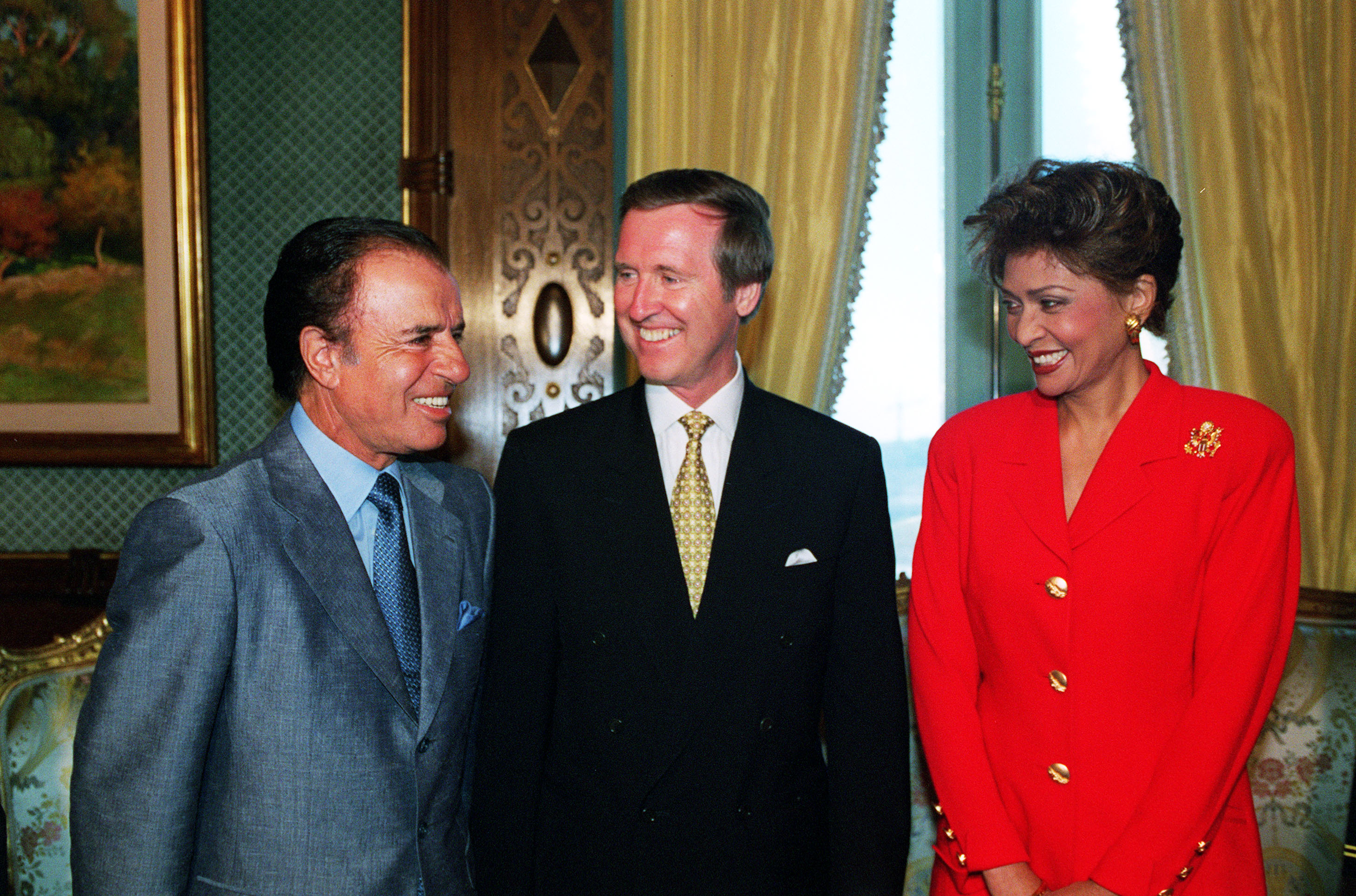
Menem, el secretario de Defensa de EE. UU. William S. Cohen y su esposa Janet el 15 de noviembre de 1999.

### Política exterior

Menem y el presidente Clinton. El gobierno menemista es caracterizado por estrechar relaciones "carnales" con Estados Unidos.

En política exterior, desde el inicio mismo de su mandato se promovió un alineamiento automático con los Estados Unidos, de modo tal que Argentina abandonó el Movimiento de Países No Alineados. El Ministro de Relaciones Exteriores, Guido Di Tella, se refirió a dicho alineamiento en forma humorística como las «relaciones carnales», pero más adelante el término sería tomado por los críticos de esta política internacional para referirse a la misma en forma denigratoria. Las relaciones que mantuvo el gobierno menemista con los Estados Unidos causaron que Argentina fuera nombrada un aliado importante extra-OTAN en 1998, durante la administración de Bill Clinton.

En otros planos, en 1991, Menem promovió la formación del Mercosur y restableció relaciones diplomáticas con el Reino Unido, interrumpidas desde la Guerra de Malvinas, a través de los Acuerdos de Madrid I y II.

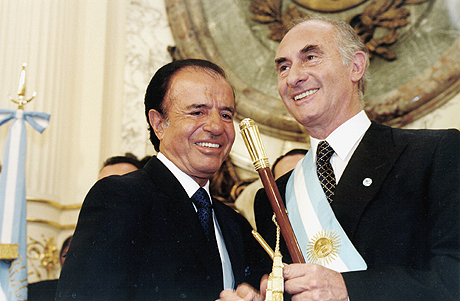
Menem entrega el mando a Fernando de la Rúa tras 10 años de gobierno.

### Acusaciones de corrupción
Las denuncias de corrupción sobre su gobierno no impidieron que su gestión mantuviera una imagen favorable debido al éxito en la faz económica. En 1993, su Ministro del Interior, Gustavo Béliz, renunció a su cargo y declaró públicamente que el presidente «estaba rodeado de corruptos».
Poco después de la implementación del Plan Bonex tuvo lugar el Swiftgate, en el cual la empresa estadounidense Swift denunció verse perjudicada en una operación comercial al no aceptar otorgar un soborno. Swift recurrió al embajador de los Estados Unidos, Terence Todman, y el propio gobierno estadounidense tomó cartas en el asunto. Finalmente, a principios de 1991, renunció todo el gabinete menemista. Fue durante el mencionado escándalo que José Luis Manzano pronunció su difundida frase «yo robo para la corona».

### Gabinete del1.erPeriodo
| Cartera                                                             | Titular | Período |
| ------------------------------------------------------------------- | --- | --- |
| Ministerio del Interior                                             | Eduardo Bauzá Julio Mera Figueroa José Luis Manzano Gustavo Béliz Carlos Federico Ruckauf Carlos Vladimiro Corach | 8 de julio de 1989 - 15 de diciembre de 1989 15 de diciembre de 1989 - 12 de agosto de 1991 12 de agosto de 1991 - 4 de diciembre de 1992 4 de diciembre de 1992 - 23 de agosto de 1993 23 de agosto de 1993 - 9 de enero de 1995 9 de enero de 1995 - 8 de julio de 1995                                                             |
|                                                                     | | |
| Ministerio de Relaciones Exteriores, Comercio Internacional y Culto | Domingo Felipe Cavallo Guido Di Tella                                                                             | 8 de julio de 1989 - 31 de enero de 1991 31 de enero de 1991 - 8 de julio de 1995 |
|                                                                     | | |
| Ministerio de Defensa                                               | Ítalo Argentino Luder Humberto Romero Guido Di Tella Antonio Erman González Oscar Camilión                        | 8 de julio de 1989 - 26 de enero de 1990 26 de enero de 1990 - 31 de enero de 1991 31 de enero de 1991 - 1 de marzo de 1991 1 de marzo de 1991 - 9 de diciembre de 1993 9 de diciembre de 1993 - 8 de julio de 1995 |
|                                                                     | | |
| Ministerio de Economía                                              | Miguel Ángel Roig Néstor Rapanelli Antonio Erman González Domingo Felipe Cavallo                                  | 8 de julio de 1989 - 14 de julio de 1989 14 de julio de 1989 - 18 de diciembre de 1989 18 de diciembre de 1989 - 4 de febrero de 1991 4 de febrero de 1991 - 8 de julio de 1995 |
|                                                                     | | |
| Ministerio de Justicia, Seguridad y Derechos Humanos                | León Carlos Arslanián Jorge Luis Maiorano Rodolfo Carlos Barra                                                    | 8 de julio de 1989 - 16 de enero de 1992 16 de enero de 1992 - 16 de junio de 1994 16 de junio de 1994 - 8 de julio de 1995 |
|                                                                     | | |
| Ministerio de Trabajo, Empleo y Seguridad Social                    | Jorge Alberto Triaca Rodolfo Díaz Enrique Osvaldo Rodríguez Armando Caro Figueroa                                 | 8 de julio de 1989-16 de enero de 1992 16 de enero de 1991-4 de diciembre de 1992 -22 de diciembre de 1993 -8 de julio de 1995 |
|                                                                     | | |
| Ministerio de Salud y Acción Social                                 | Julio Corzo Antonio Erman González Eduardo Bauzá Alberto Kohan Avelino Porto Julio César Aráoz Alberto Mazza      | 8 de julio de 1989 - 23 de septiembre de 1989 26 de septiembre de 1989 - 14 de diciembre de 1989 15 de diciembre de 1989 - 20 de septiembre de 1990 20 de septiembre de 1990 - 16 de enero de 1991 16 de enero de 1991 - 3 de diciembre de 1991 3 de diciembre de 1991 - 22 de abril de 1993 22 de abril de 1993 - 8 de julio de 1995 |
|                                                                     | | |
| Ministerio de Educación                                             | Antonio Salonia Jorge Alberto Rodríguez                                                                           | 8 de julio de 1989 - 4 de diciembre de 1992 4 de diciembre de 1992 - 8 de julio de 1995 |
|                                                                     | | |
| Ministerio de Obras y Servicios Públicos                            | Roberto José Dromi                                                                                                | 8 de julio de 1989 - 4 de enero de 1991 |

## Historial electoral
|  | 57.44 % |

|  | 56.51 % |

|  | 62.41 % |

|  | 47.51 % |

|  | 49.94 % |

|  | 24.45 % |

|  | 40.42 % |

|  | 22.31 % |

|  | 35.42 % |

|  | 47.24 % |

## Muerte de su hijo Carlos
Su hijo Carlos Menem Jr., «Carlitos», murió el 15 de marzo de 1995 junto al corredor de autos Silvio Oltra durante un viaje en helicóptero, a los 26 años de edad. Los peritos determinaron que el aparato cayó al embestir cables de alta tensión pero su madre, Zulema Yoma, insistió en que su hijo había sido atacado por proyectiles y que el gobierno ocultaba las pruebas del hecho pues, según su versión, la muerte de su hijo fue planeada por el entorno del presidente.
Al principio el presidente no apoyó la teoría de su esposa y, poco después de la muerte de su hijo, Zulema se divorció de él. Ella se presentó como querellante en la causa, abandonando la teoría del accidente.
La justicia archivó la causa en octubre de 1998, al considerar que se trató de un accidente, pues la nave se estrelló luego de golpear con cables de alta tensión; pero ante el recurso de Zulema Yoma fue reconsiderada por la Corte Suprema, que en abril de 2001 decidió rechazar el recurso de reapertura. La causa fue reabierta en 2010. El 8 de julio de 2014 Menem manifestó que: "Luego de indagar y estudiar los hechos y circunstancias que rodean la causa —aunque inicialmente no fue así—, llegué a la conclusión de que la caída del helicóptero, y la consecuente muerte de mi hijo, fue el resultado de un atentado".
Además de Zulema Yoma, varios sectores también sospecharon que no se trató de un accidente. Se basan en que el desguace del helicóptero se hizo inmediatamente, sin posibilidad de un nuevo peritaje; en que se produjeron varias muertes por asesinato o causas poco claras de 14 personas relacionadas con la investigación; y en la falta de medidas concretas por parte del gobierno para esclarecer el caso.

## Vida pública después de sus presidencias
En mayo de 2001 contrajo matrimonio con la ex modelo (Miss Universo 1987) y conductora televisiva chilena Cecilia Bolocco, con quien tuvo un hijo, Máximo Menem Bolocco (Santiago, 2003). Este matrimonio duró hasta febrero de 2007, cuando iniciaron los trámites de divorcio.

## Candidatura presidencial en 2003

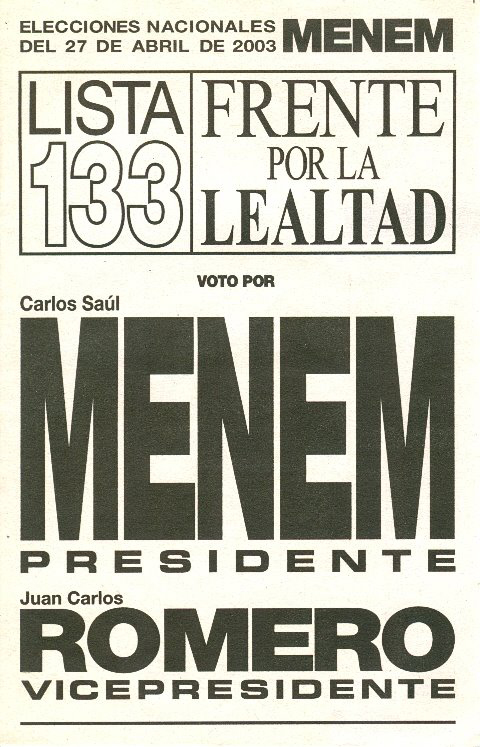
Boleta electoral de las Elecciones de Argentina de 2003 con la fórmula Menem-Romero

El 21 de noviembre de 2001, apenas liberado del arresto domiciliario por la causa de la venta ilegal de armas a Ecuador, Menem lanzó su candidatura presidencial en La Rioja, junto a su entonces esposa, Cecilia Bolocco.
En enero de 2003, los justicialistas esperaban dirimir en su interna qué candidato los representaría en las próximas elecciones generales. No obstante, el Congreso Nacional del Partido Justicialista, anuló las internas partidarias y aprobó el sistema de "neolemas" mediante el cual autorizó a Carlos Menem, Adolfo Rodríguez Saá y Néstor Kirchner a participar directamente en la elección general convocada para el 27 de abril. Estas nuevas reglas de participación electoral fueron impulsadas por el presidente Eduardo Duhalde, quien impulsaba la candidatura de Kirchner. Menem, en cambio, quería que hubiera internas. En tanto, la jueza electoral María Servini de Cubría aceptó la apelación presentada por el duhaldismo a la resolución que prohíbe el uso de neolemas para dirimir la fórmula presidencial del Partido Justicialista. Menem no pudo revertir la decisión partidaria mediante la vía judicial. Menem eligió a Juan Carlos Romero, por entonces gobernador de Salta, como su compañero de fórmula.
En las elecciones, Menem, candidato de la alianza "Frente por la Lealtad - Ucede", se ubicó en el primer lugar, con 4 740 907 votos (24,45 %), y Kirchner, del "Frente para la Victoria", lo secundó, con 4 312 517 votos (22,24 %). Tercero se ubicó el exministro de Economía radical Ricardo López Murphy, encabezando un frente disidente, con 3 173 475 votos (16,37 %); cuarto Adolfo Rodríguez Saa, con 2 735 829 votos (14,11 %), y quinta Elisa Carrió. El candidato de la U.C.R., Leopoldo Moreau, quedó relegado a uno de los últimos lugares, con el 2,34 % de los votos.
Como ninguno de los candidatos obtuvo la mayoría necesaria para imponerse en la primera ronda, se llegó a segunda vuelta. La reforma de 1994 de la Constitución argentina prescribe, en los artículos 94 y 96, que se debe realizar el balotaje si el triunfador obtiene menos del 45 % de los votos y hay una diferencia menor de diez puntos porcentuales con el segundo candidato.
Se preparó entonces una nueva elección en segunda vuelta entre los dos candidatos más votados (Menem y Néstor Kirchner), para el 18 de mayo de 2003. Menem decidió renunciar a su candidatura al considerar que la ventaja en votos de su rival era irreversible; de este modo, terminó siendo víctima del mecanismo ideado por su propio equipo. Al retirarse del balotaje la fórmula Menem-Romero, quedó proclamada la fórmula Kirchner-Scioli.

## Senador nacional por La Rioja

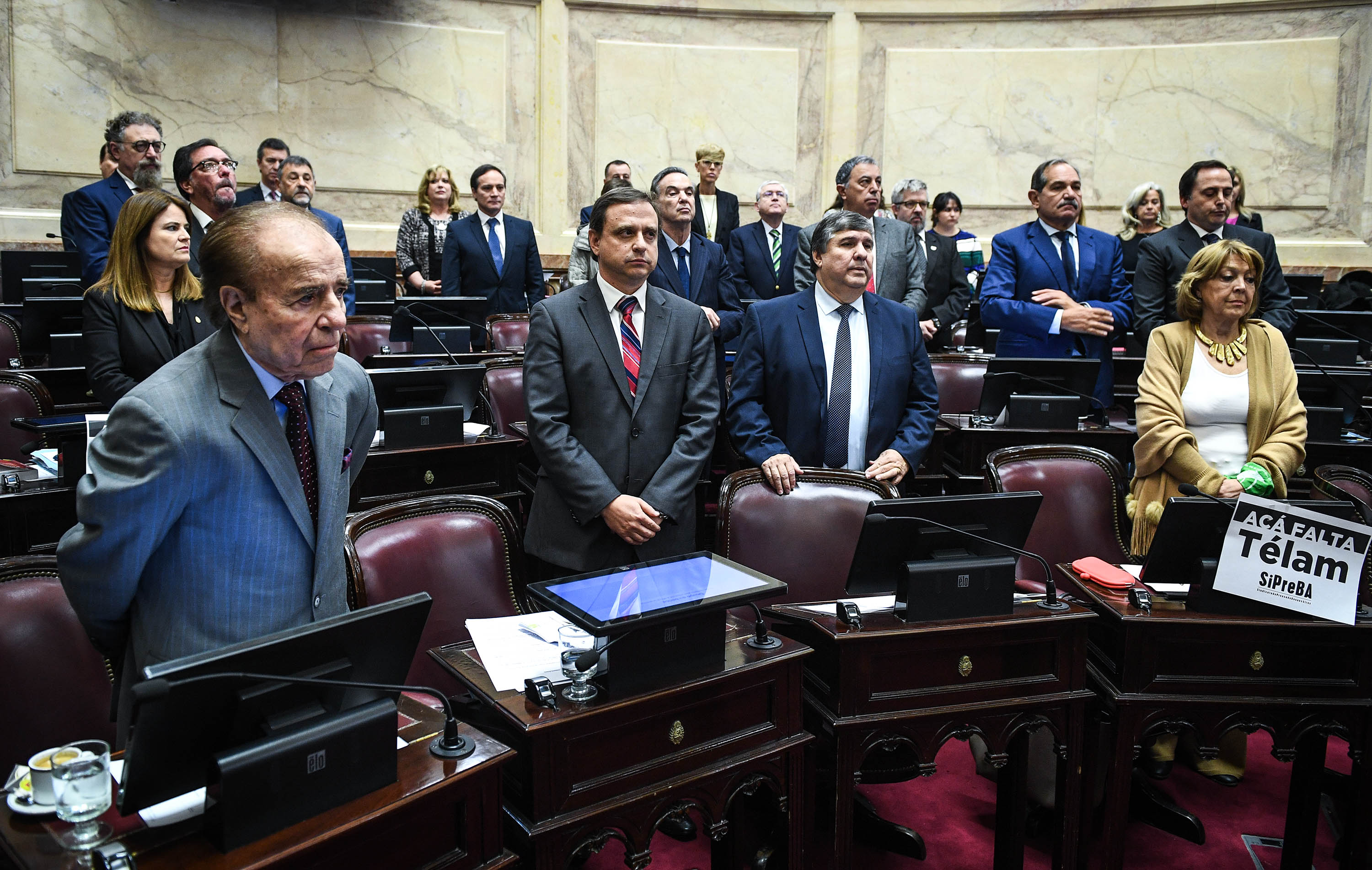
Menem en el Senado durante el debate de la ley de Interrupción Voluntaria del Embarazo en 2018.

El 23 de octubre de 2005 obtiene la banca por la minoría en la elección para senador nacional por su provincia. De esta forma, Menem volvió a ocupar un cargo público seis años después de dejar la presidencia.
En mayo de 2007, Menem se presentó como opositor al presidente Néstor Kirchner, al que denostó públicamente en reiteradas ocasiones. Según su opinión, Kirchner no aplica una política imparcial con respecto al juzgamiento de militares y civiles acusados de haber cometido actos de violación de los derechos humanos en las décadas de 1970 y 1980, ya que solo pretende juzgar a los cabecillas de la última dictadura militar, pero no a los militantes de organizaciones guerrilleras.
Se presentó como candidato a gobernador de La Rioja el 19 de agosto de 2007, pero fue derrotado. Antes de esta derrota, Menem se presentaba públicamente como candidato a la presidencia para las elecciones de octubre de 2007. Finalmente, desistió de postularse.
En el año 2008 la empresa Siemens AG manifestó que entre 1998 y 2004 había pagado sobornos a distintos funcionarios, entre los cuales estaba Menem, a fin de obtener un contrato multimillonario con el Estado para fabricar los documentos nacionales de identidad, lo cual fue negado por Menem.
El 17 de julio de 2008, Menem jugó un papel destacado en la sesión sobre la Resolución 125, relativa a la imposición de retenciones móviles a la exportación de productos agropecuarios, en la cual se dirimió el conflicto que enfrentaba al Gobierno Nacional con el sector agrícola-ganadero. Durante el debate, que se extendió por dieciocho horas, el expresidente estuvo en gran parte ausente a causa de una internación de urgencia por una fuerte neumonía. Esto dio lugar a numerosas especulaciones, ya que con su ausencia votarían 71 de los 72 senadores, permitiéndole al oficialismo vencer por 36 votos contra 35 de la oposición. Finalmente, Menem se hizo presente en el recinto, pronunció un fuerte discurso en contra de las retenciones móviles, anunció públicamente su proyecto ingresado por mesa de entradas y anticipó que votaría en contra del proyecto oficialista. Esto fue calificado como un acto de coraje cívico por el exsecretario General de la Presidencia, Alberto Kohan. Finalmente, la sesión terminó empatada con 36 votos, y debió desempatar el entonces Vicepresidente, Julio César Cleto Cobos.
Votó en contra del proyecto de ley con respecto a la interrupción voluntaria del embarazo del 8 de agosto de 2018.
En diciembre de 2019 se unió a la coalición Frente de Todos.

## Imagen pública
Menem incursionó en el automovilismo deportivo. Competía asiduamente en rally en los años 1980 con un Peugeot 504 primero y luego con un Renault 18, que posteriormente le cedió a su amigo Juan María Traverso.
Después de asumir el cargo como presidente y durante el ejercicio de su mandato, Menem dedicó especial atención a los medios de difusión, con lo cual aumentó su protagonismo público y su perfil mediático. Según algunos medios periodísticos, en oportunidad de brindar una conferencia de prensa, Menem habría afirmado que entre sus lecturas se hallaba una obra escrita por Sócrates. El error de Menem habría consistido en que se desconoce que exista algo escrito por dicho filósofo.
En otra ocasión, al dar comienzo al ciclo lectivo de 1996 en Tartagal (Salta), informó a los niños de una escuela rural que se licitaría un sistema de vuelos estratosféricos «desde una plataforma que quizás se instale en la provincia de Córdoba. Esas naves espaciales van a salir de la atmósfera, van a remontar a la estratósfera y desde ahí elegir el lugar donde quieran ir, de tal forma que en una hora y media podamos, desde Argentina, estar en Japón, en Corea o en cualquier parte». El presidente mencionó en su discurso que había recibido a los empresarios de la compañía de aviación estadounidense Lockheed-Martin. El proyecto en realidad consistía en la reestructuración del sistema de aviación militar del país y la construcción de vehículos para viajar al espacio exterior; tanto la NASA como dicha empresa deseaban instalar una base en América del Sur, aunque Argentina tenía dos competidores: Boeing y Northrop Grumman. Con este contrato se privatizó la flota de aviones militares bajo la subsidiaria Lockheed Aircraft Argentina. Menem recibió críticas por ese discurso; el gobernador de Salta, Juan Carlos Romero, afirmó que en su provincia había «por lo menos 50 000 analfabetos». En las siguientes décadas, los medios de comunicación nacionales ridiculizaron las declaraciones de Menem, y con el surgimiento de las redes sociales se han publicado numerosos memes que evocan el incidente.
Otro proyecto impulsado por Menem y duramente criticado por la prensa fue el de construir una «aeroísla», una isla artificial en el Río de la Plata a la cual sería trasladado el Aeroparque Jorge Newbery. El proyecto, apoyado por Álvaro Alsogaray, nunca prosperó.
Indultó a responsables del terrorismo de Estado en Argentina en las décadas de 1970 y 1980, y a integrantes de grupos guerrilleros como el ERP y Montoneros; condecoró a Augusto Pinochet e intentó implantar la pena de muerte. Cuando en 1993 renunció su ministro del Interior, Gustavo Béliz, este lo acusó de elegir en lugar de "funcionarios honestos" a "alcahuetes y mediocres".
En sus últimos años de vida encabezó el partido Lealtad y Dignidad, junto a Mercedes Landa.
Menem aparece en las películas documentales Raúl (La democracia desde adentro) (2019) y El fotógrafo y el cartero: El crimen de Cabezas (2022), así como en la miniserie dramática Menem, estrenada el 9 de julio de 2025 y distribuida internationalmente por Amazon Prime Video. A horas de su estreno, Menem se ubicó en el Top 10 de Amazon Prime Video a nivel regional, sentando un importante precedente para las producciones latinas.

## Causas judiciales

### Contrabando de armas a Croacia y Ecuador
El 7 de junio de 2001 fue detenido por el escándalo por venta de armas a Ecuador, Croacia y Bosnia sucedido durante su gobierno y estuvo con arresto domiciliario hasta noviembre del 2001, cuando la Corte Suprema lo absolvió. Se le acusaba de haber ordenado desviar cargamentos de armas que, según los decretos por él firmados, debían ir a Panamá y Venezuela, pero terminaron en Ecuador y Croacia. Llevado a juicio oral fue absuelto en 2011 por el Tribunal Oral en lo Penal Económico 3 (TOPE 3). En 2013 la Cámara Federal de Casación Penal revocó la absolución y lo condenó como coautor del contrabando de armas a Croacia y Ecuador; poco después el TOPE 3 estableció la pena en 7 años de prisión.
En 2017, la Corte Suprema por unanimidad hizo lugar a los recursos extraordinarios de los acusados y ordenó dictar un nuevo fallo. La Cámara Federal de Casación Penal lo absuelve el 4 de octubre de 2018 debido a que no se había cumplido el "principio del plazo razonable" para arribar a una condena firme.

### Explosión de la fábrica de armas de Río Tercero
En cuanto a la causa por la voladura de la fábrica de municiones de Río Tercero, ocurrida durante su segunda presidencia, en el 2008 la Cámara Federal de Córdoba anuló su indagatoria en la investigación sobre las causas de ese suceso.
El 3 de noviembre de 2020 la municipalidad de Río Tercero lo declaró como persona no grata.

### Peculado e inhabilitación perpetua para ejercer cargos públicos
El 1 de diciembre de 2015, el Tribunal Oral Federal 4 condenó a Menem a 4 años y seis meses de prisión por el delito de peculado e inhabilitación perpetua para ejercer cargos públicos.
Su ministro de economía Domingo Cavallo y el exministro de Justicia Raúl Granillo Ocampo también fueron hallados culpables, y condenados a prisión.

### Segundo juicio por el atentado a la AMIA
El 28 de febrero de 2019 el Tribunal Oral en lo Criminal Federal 2 lo absuelve respecto a la acusación de haber encubierto el atentado a la AMIA ocurrido el 18 de julio de 1994.

### Venta del predio de la Rural
En marzo de 2019, Menem fue condenado en causa por la venta del Predio Ferial de Palermo a la Sociedad Rural. Los jueces determinaron que esa venta le provocó un perjuicio al Estado argentino por aproximadamente cien millones de dólares.

## Fallecimiento

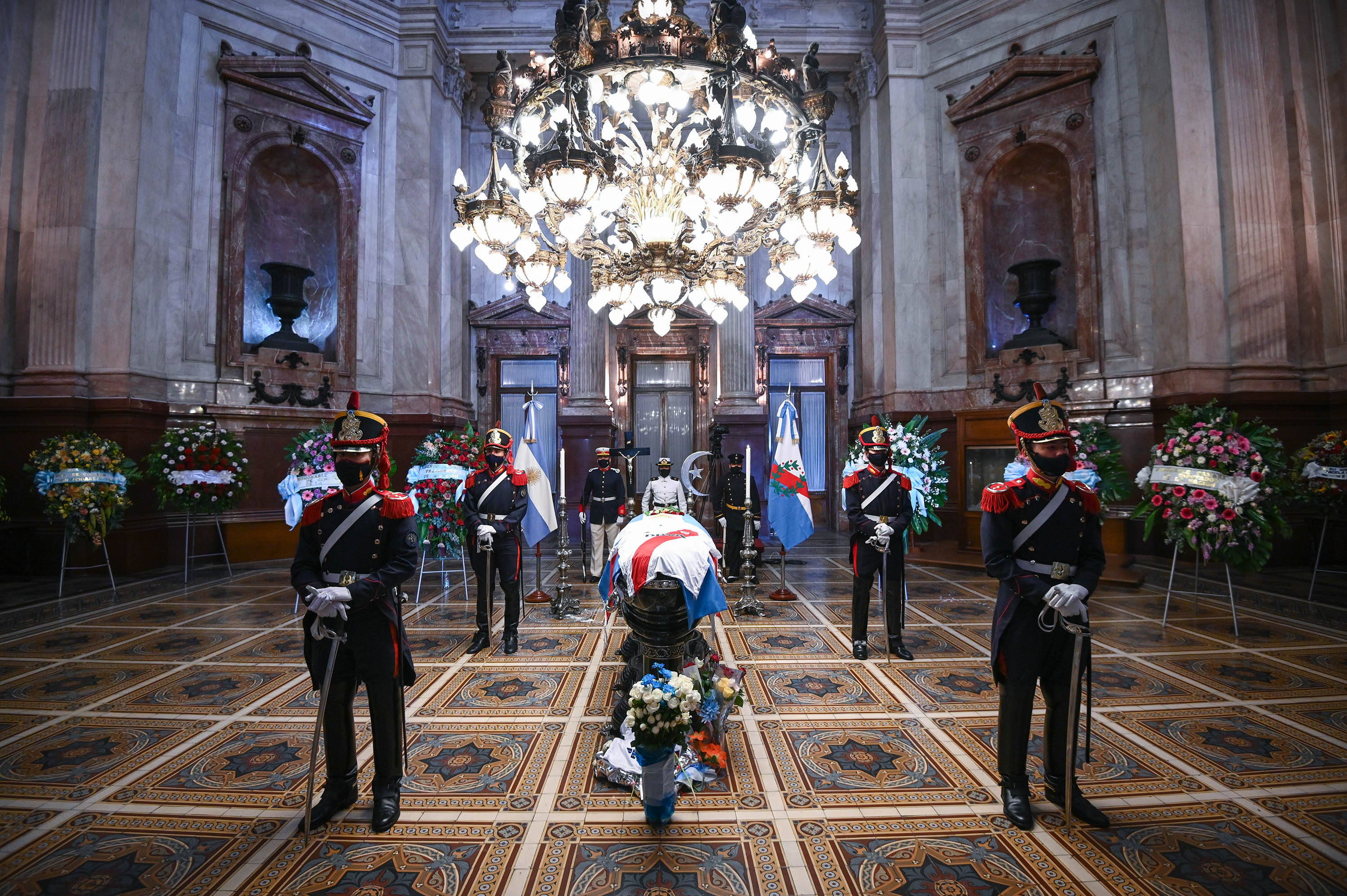
Velorio de Menem, en el Salón Azul del Congreso de la Nación.

Carlos Menem falleció el 14 de febrero de 2021 a la edad de 90 años, tras pasar dos meses internado en un sanatorio, donde había sido ingresado por una infección urinaria. A mediados de 2020, el exmandatario había pasado 15 días en el Instituto del Diagnóstico y Tratamiento por una neumonía bilateral.
El Gobierno de Argentina decretó tres días de duelo nacional por el fallecimiento, aunque la ciudad cordobesa de Río Tercero no adhirió a la medida en repudio por su vínculo con las explosiones de 1995. Los restos del senador nacional por La Rioja fueron velados en las últimas horas del día 14 de febrero en el Salón Azul del Congreso Nacional al que concurrieron, además de autoridades y políticos de distintos partidos, numerosos ciudadanos. Pese a que a su muerte profesaba la religión católica, sus restos fueron inhumados en un cementerio islámico en San Justo, La Matanza, junto a los restos de su hijo.
Tras su muerte, Zulemita dio a conocer que en diciembre de 2020 había sido robado un anillo de oro y ónix, réplica de la joya que el riojano había recibido de su padre. Diez días más tarde y tras un ofrecimiento de recompensa, la familia de un enfermero que había asistido al exjefe de Estado entregó el anillo en una comisaría de la Policía de la Ciudad de Buenos Aires. Luego de recuperar la joya, la hija mayor de Menem se mostró muy emocionada ante los medios, contó que utilizaría el anillo y deseó que la Justicia sancione con una probation al enfermero acusado por el hurto.

## Familiares
Muchos familiares de Carlos Menem han logrado alcanzar relevancia, especialmente en el ámbito de la política:

### Hermanos y sobrinos
- Munir Menem (1932–2010), político, fue embajador en Siria (1989–1990).
- Eduardo Menem (n. 1938), político, fue senador por La Rioja (1983-2005) y presidente provisional del Senado (1989-1999). Tiene tres hijos:
  - Eduardo Adrián Menem (n. 1971), político, fue Diputado Nacional (2003–2007).[180]
  - Martín Alexis Menem (n. 1975), político, fue Diputado Provincial de La Rioja (2021-2023), Diputado Nacional y Presidente de la Cámara de los Diputados (desde 2023).
  - Fernando Nicolás Menem, alias Tato, abogado, es el menos mediático de los tres. Está casado con la modelo Romina Branchesi y es un firme defensor del gobierno de Javier Milei.[181]
- Amado Calixto Menem (c. 1923-2007), empresario, fue acusado de liderar el grupo ultraderechista “Defensores de la Fe”.[182]

### Familiares de segundo grado
- Eduardo “Lule” Menem (n. 1964), fue asesor en el Senado de la Nación (1984-2005, 2007-2024) y es Subsecretario de Gestión Institucional de la Secretaría General de la Presidencia desde 2024. Es sobrino de Eduardo Menem.
  - Federico Sharif Menem (n. circa 2001), actual director general de la Secretaría Privada de la Presidencia de la Cámara Baja y dirigente juvenil de La Libertad Avanza. Hijo del anterior.[183][184]
- Amado Omar Menem es director del PAMI de La Rioja desde 2024 y es tío de Martín Menem.[185]

### Familia Menem-Yoma
- Zulema Fátima Yoma (n. 1942) fue la primera esposa de Carlos Menem y, por tanto, fue Primera Dama de la Nación Argentina de 1989 hasta su divorcio en 1995. Tuvieron dos hijos:
  - Carlos Saúl Facundo Menem (1968-1995), piloto de rally, falleció en un accidente de helicóptero.
  - Zulema María Eva Menem, alias Zulemita (n. 1970), empresaria, fue Primera Dama tras el divorcio de sus padres.
- Emir Yoma (n. 1947), empresario y hermano de Zulema y Amira Yoma, fue uno de los principales asesores del presidente hasta 1991, cuando renunció tras verse involucrado en casos de corrupción.
- Amalia Beatriz “Amira” Yoma (n. 1952), política y hermana de Zulema y Emir, fue directora general de Audiencias de la Presidencia de la Nación Argentina, Asesora de la Secretaría de Cascos Blancos y Asesora del Ministerio de Trabajo y Seguridad Social de la Nación Argentina. El escándalo de corrupción “Yomagate”, en el que fue sobreseída, lleva su nombre.
- Jorge Yoma (n. 1953), político, fue embajador en Perú (2018-2019) y México (2007-2009), Diputado Nacional (1989-93, 2009-13), Senador Nacional por La Rioja (1995-2005) y consejero de la Magistratura (2001-2005). Es primo de Zulema, Amira y Emir Yoma.

### Familia Menem-Bolocco
- Cecilia Bolocco (n. 1965), modelo y actriz chilena, fue la segunda esposa de Carlos Menem, entre 2001 y 2011. Tuvieron un hijo juntos.
- Diana Bolocco (n. 1977) es una periodista y presentadora de televisión chilena, hermana de Cecilia y ex-cuñada de Carlos Menem.

### Relación con Martha Meza
En 1981, durante el Proceso de Reorganización Nacional, Menem fue detenido y trasladado a  Las Lomitas, provincia de Formosa. Allí convivió con la familia de Martha Meza (1952-2003) y entabló una relación con ella, fruto de la cual nació Carlos Nair Menem, que el presidente no reconoció como hijo hasta 2006. Martha Meza posteriormente se desempeñaría como Diputada Provincial de Formosa (1984-1996) y Diputada Nacional (1999-2003).

## Homenajes

Milei y Zulema durante la inauguración del busto en Casa Rosada

El 14 de mayo del 2024, el presidente Javier Milei encabezó un acto en homenaje a Menem, inaugurando su busto en el Salón de los Bustos de la Casa Rosada. El acto se dio en el aniversario número 35 del triunfo del dirigente peronista en las elecciones de 1989 y contó con la asistencia de familiares del exmandatario como Zulema Yoma, Zulema Menem, Eduardo Menem y Martín Menem, además de otras personalidades de la política entre los que se encontraban sus vicepresidentes Eduardo Duhalde y Carlos Ruckauf además de Carlos Corach y Eduardo Eurnekian.
Milei ya había hecho pública su admiración hacia el dirigente riojano y se mostró visiblemente emocionado durante su discurso. En esta ocasión volvió a reafirmar su postura, considerando a Menem como el mejor presidente de la historia del país.

## Obras
- Menem, Carlos Saúl (1989). La Revolución Productiva. Buenos Aires: Peña Lillo. ISBN 9789505170357.
- Menem, Carlos Saúl (1999). Universos de mi tiempo. Un testimonio personal. Buenos Aires: Sudamericana. ISBN 9500716844.
- Menem, Carlos Saúl (2018). Mi vida y mi historia política. Buenos Aires: Sudamericana. ISBN 9789877632170.